# Allosaurus
Allosaurus  (do grego que significa "lagarto diferente", em português Alossauro) foi um gênero de dinossauro terópode carnossauro, pertencente à família Allosauridae e que viveu no fim do período Jurássico na América do Norte e na Europa. Seu gênero foi descrito em 1877 pelo paleontólogo Othniel Charles Marsh, sendo um dos primeiros dinossauros terópodes conhecidos, que há muito que atrai a atenção fora dos círculos paleontológicos.
O Allosaurus foi um dos maiores dinossauros carnívoros do período Jurássico. Ele se destacava também não só pelo tamanho e pela mandíbula cheia de dentes afiados (os maiores tendo 7,5 centímetros), mas também pelas duas cristas sólidas na cabeça, cada uma acima e na frente de cada olho, que é um dos traços distintivo do gênero.
O gênero tem uma taxonomia complicada e inclui pelo menos três espécies válidas, sendo a mais conhecida A. fragilis, que tipifica o gênero e pelo menos três clados (Allosauroidea, Allosauria, Allosauridae). A maior parte dos restos de Allosaurus veio da Formação Morrison da América do Norte, com material também conhecido de Portugal. Era conhecido por mais da metade do século 20 como Antrodemus, mas um estudo dos abundantes restos da Pedreira de Dinossauros de Cleveland-Lloyd trouxe o nome "Allosaurus" de volta à proeminência e o estabeleceu como um dos dinossauros mais conhecidos.
Como o predador mais abundante da Formação Morrison, o Allosaurus estava no topo da cadeia alimentar. Dentre suas presas, estavam alguns dos dinossauros herbivoros da época, ornitópodes como o Driossauro, estegossaurídeos como o Stegosaurus. Provavelmente o Allosaurus não poderiam abater grandes saurópodes adultos e saudáveis sozinho, como o Diplodoco e o Apatosaurus, embora pudesse ter tido chances com sauropodes jovens.

## História da descoberta

### Descobertas iniciais e pesquisas
A descoberta e o estudo inicial do Allosaurus são complicados pela multiplicidade de nomes cunhados durante a Guerra dos Ossos no final do século XIX. O primeiro fóssil descrito nesta história foi um osso obtido de segunda mão por Ferdinand Vandeveer Hayden em 1869. Ele veio de Middle Park, perto de Granby, Colorado, provavelmente de rochas da Formação Morrison. Os habitantes locais identificaram esses ossos como "cascos de cavalo petrificados". Hayden enviou seu espécime a Joseph Leidy, que o identificou como a metade de uma vértebra da cauda e, provisoriamente, atribuiu-o ao gênero de dinossauro europeu Poekilopleuron como Poicilopleuron valens. Mais tarde, ele decidiu que merecia seu próprio gênero, Antrodemus.
O próprio Allosaurus é baseado no YPM 1930, uma pequena coleção de ossos fragmentados incluindo partes de três vértebras, um fragmento de costela, um dente, um osso do dedo do pé e, mais útil para discussões posteriores, a haste do úmero direito (braço). Othniel Charles Marsh deu a esses restos o nome formal Allosaurus fragilis, em 1877. Allosaurus vem do grego antigo allos/αλλος, que significa "estranho" ou "diferente" e sauros/ σαυρος, que significa "lagarto" ou "réptil". Foi chamado de "lagarto diferente" porque suas vértebras eram diferentes das de outros dinossauros conhecidos na época de sua descoberta. O epíteto da espécie fragilis em latim significa "frágil", referindo-se às feições iluminadas nas vértebras. Os ossos foram coletados na Formação Morrison de Garden Park, ao norte da cidade de Cañon. Marsh e Edward Drinker Cope, que estavam em competição científica entre si, cunharam vários outros gêneros baseados em material igualmente esparso que mais tarde figuraria na taxonomia do Allosaurus. Isso inclui o Creosaurus e Labrosaurus, de Marsh e Epanterias, de Cope.

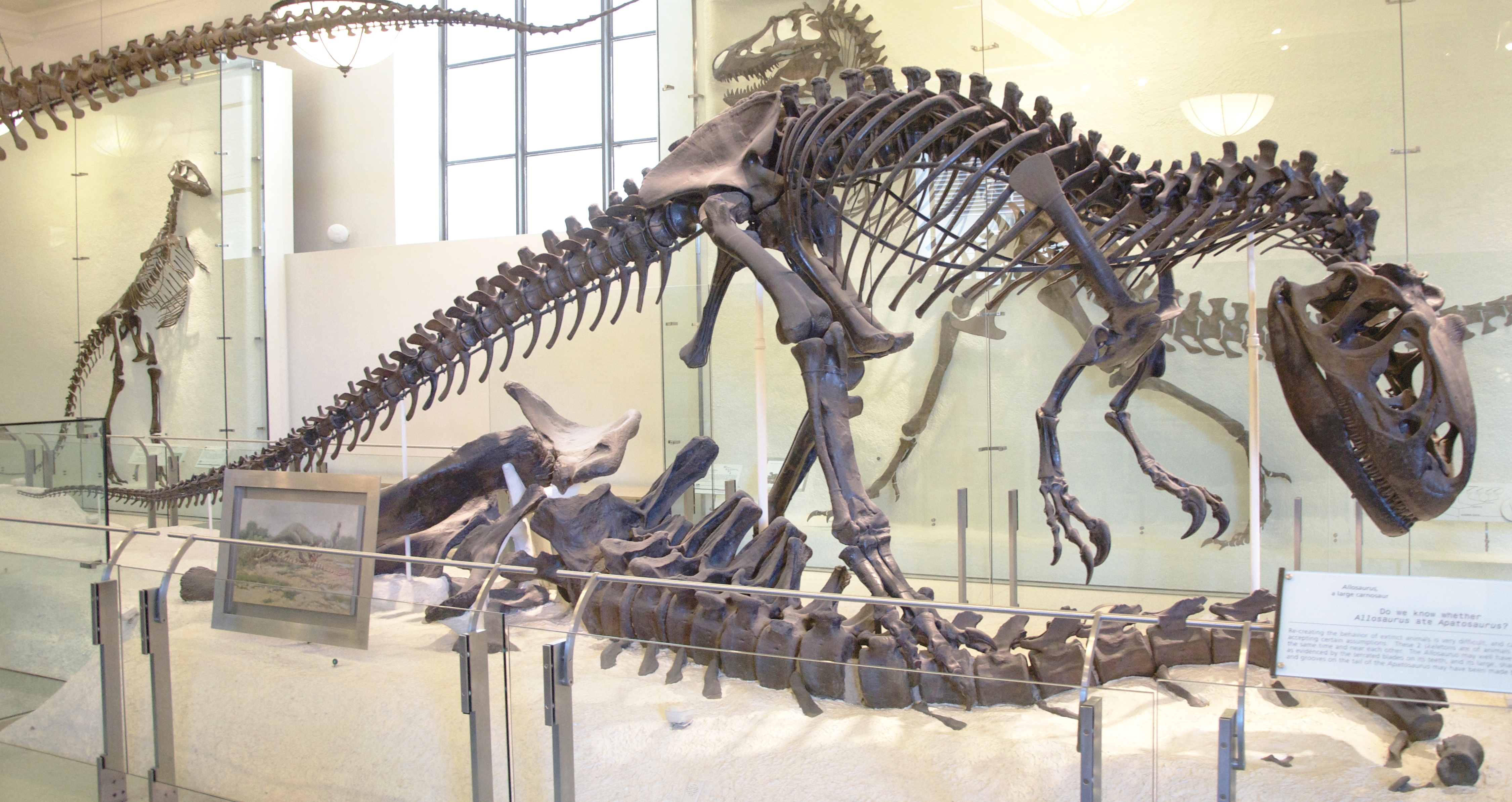
Espécime (AMNH 5753) de A. fragilis montado, em pose de devorar os restos de um Apatossauro

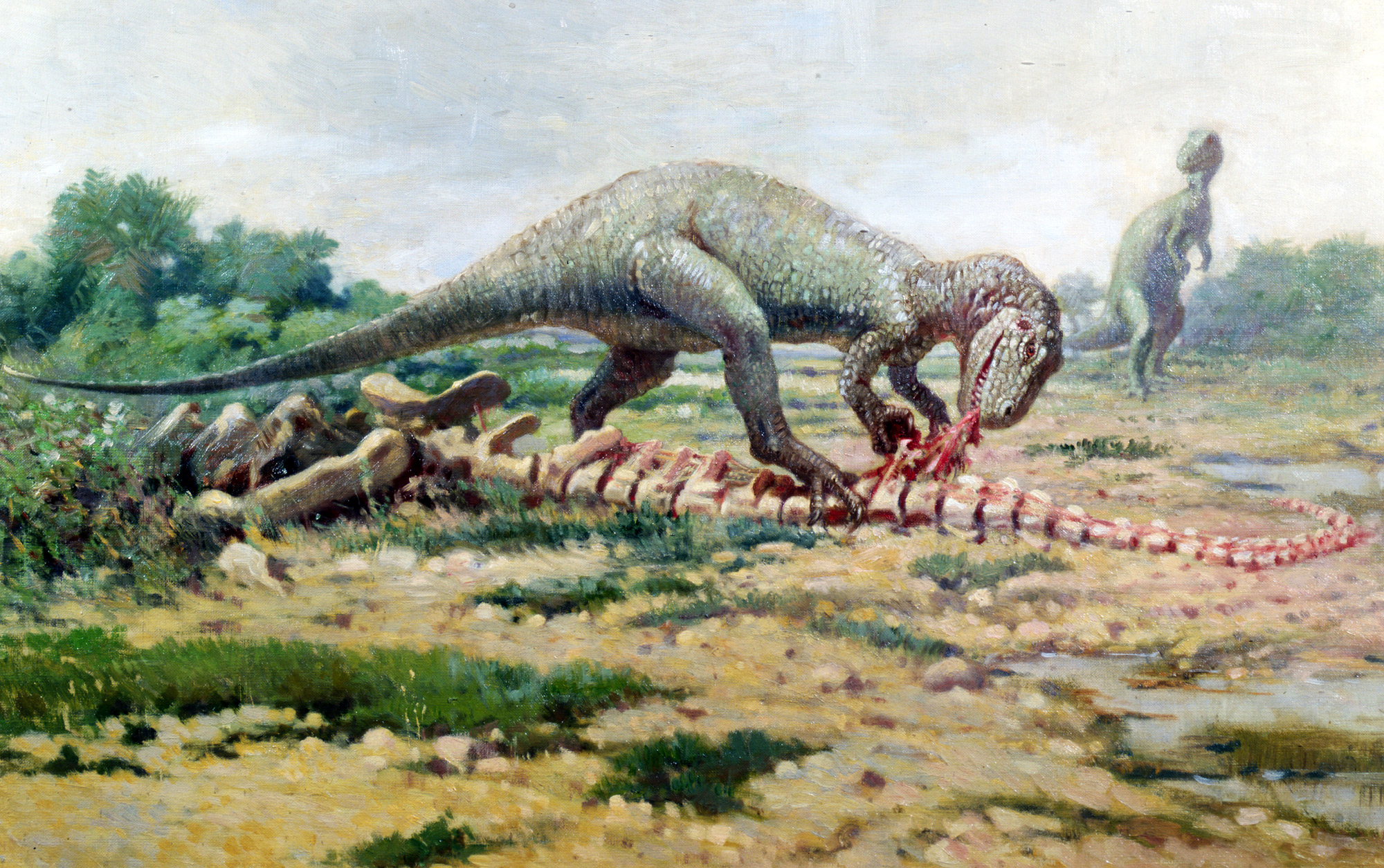
AMNH 5753 em uma restauração de vida de Charles R. Knight

Em sua pressa, Cope e Marsh nem sempre acompanhavam suas descobertas (ou, mais comumente, aquelas feitas por seus subordinados). Por exemplo, após a descoberta por Benjamin Mudge do espécime-tipo de Allosaurus no Colorado, Marsh decidiu concentrar o trabalho em Wyoming; quando o trabalho foi retomado em Garden Park em 1883, M. P. Felch encontrou um Allosaurus quase completo e vários esqueletos parciais. Além disso, um dos colecionadores de Cope, H. F. Hubbell, encontrou um espécime na área de Como Bluff, em Wyoming, em 1879, mas aparentemente não mencionou sua integridade e Cope nunca o desempacotou. Após a descompactação em 1903 (vários anos após a morte de Cope), descobriu-se que era um dos espécimes de terópodes mais completos conhecidos, e em 1908 o esqueleto, agora catalogado como AMNH 5753, foi colocado à vista do público. Esta é a conhecida montagem pairando sobre um esqueleto parcial de Apatossauro como se estivesse devorando seus restos, ilustrado como tal por Charles R. Knight. Embora notável como a primeira montagem independente de um dinossauro terópode, e muitas vezes ilustrado e fotografado, ele nunca foi descrito cientificamente.
A multiplicidade de nomes antigos complicou as pesquisas posteriores, com a situação agravada pelas descrições concisas fornecidas por Marsh e Cope. Mesmo na época, autores como Samuel Wendell Williston sugeriram que muitos nomes haviam sido cunhados. Por exemplo, Williston apontou em 1901 que Marsh nunca foi capaz de distinguir adequadamente o Allosaurus do Creosaurus.  A tentativa inicial mais influente de resolver a situação complicada foi produzida por Charles W. Gilmore, em 1920. Ele chegou à conclusão de que a vértebra da cauda chamada Antrodemus por Leidy era indistinguível das de Allosaurus, e Antrodemus, portanto, deveria ser o nome preferido porque, como o nome é mais antigo, tinha prioridade. Antrodemus se tornou o nome aceito para este gênero familiar por mais de 50 anos, até que James Madsen publicou estudos sobre os espécimes de Cleveland-Lloyd e concluiu que Allosaurus deveria ser usado porque Antrodemus foi baseado em material com pobres características de diagnóstico (isso se havia) e informações de localidade (para exemplo, a formação geológica de onde veio o único osso de Antrodemus é desconhecida).  "Antrodemus" foi usado informalmente por conveniência ao distinguir entre o crânio restaurado por Gilmore e o crânio composto restaurado por Madsen.

### Descobertas de Cleveland-Lloyd

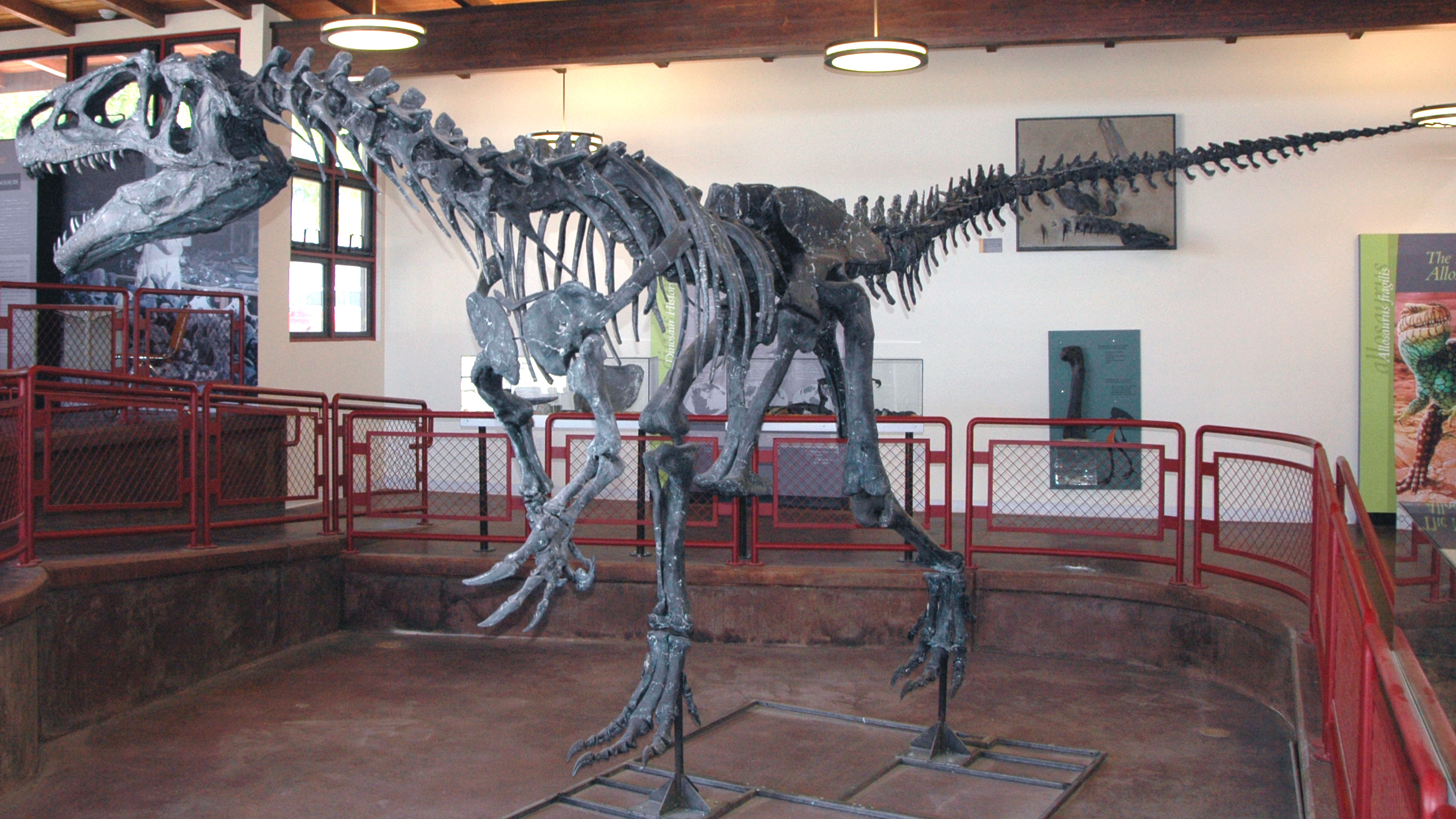
A. fragilis no museu Cleveland-Lloyd Dinosaur Quarry em Utah

Embora o trabalho esporádico no que ficou conhecido como Cleveland-Lloyd Dinosaur Quarry no Condado de Emery, Utah, tivesse ocorrido já em 1927, e o próprio local do fóssil descrito por William L. Stokes em 1945, as principais operações não começaram lá até 1960. Sob um esforço cooperativo envolvendo cerca de 40 instituições, milhares de ossos foram recuperados entre 1960 e 1965. A pedreira é notável pela predominância de restos de Allosaurus. A a condição dos espécimes e a falta de resolução científica sobre como ela surgiu. A maioria dos ossos pertence ao grande terópode Allosaurus fragilis (estima-se que os restos de pelo menos 46 A. fragilis foram encontrados lá, de um mínimo de 73 dinossauros), e os fósseis ali encontrados estão desarticulados e bem misturados. Quase uma dúzia de artigos científicos foram escritos sobre a tafonomia do site, sugerindo inúmeras explicações mutuamente exclusivas de como ele pode ter se formado. As sugestões vão desde animais presos em um pântano, a ficarem presos em lama profunda, a serem vítimas de mortalidade induzida pela seca em torno de um poço de água, a ficarem presos em um lago alimentado por nascentes ou infiltração. Independentemente da causa real, a grande quantidade de vestígios de Allosaurus bem preservados permitiu que esse gênero fosse conhecido em detalhes, colocando-o entre os terópodes mais conhecidos. Restos de esqueletos da pedreira pertencem a indivíduos de quase todas as idades e tamanhos, de menos de 1 metro a 12 metros de comprimento, e a desarticulação é uma vantagem para descrever ossos geralmente encontrados fundidos. Devido a ser uma das duas pedreiras de fósseis de Utah onde muitos espécimes de Allosaurus foram descobertos, o dinossauro acabou designado como o fóssil de estado para Utah em 1988.

### Trabalhos recentes:1980-presente
O período desde a monografia de Madsen foi marcado por uma grande expansão nos estudos que tratam de tópicos relacionados ao Allosaurus em vida (tópicos paleobiológicos e paleoecológicos). Esses estudos cobriram tópicos, incluindo variação esquelética, crescimento, construção do crânio, métodos de caça, o cérebro, e a possibilidade de uma vida gregária e cuidado dos pais. Reanálise de material antigo (particularmente de grandes espécimes de Allosaurus), novas descobertas em Portugal, e vários novos espécimes muito completos também contribuíram para a formação de um crescente conhecimento básico sobre o Allosaurus.

#### Big AleBig All 2

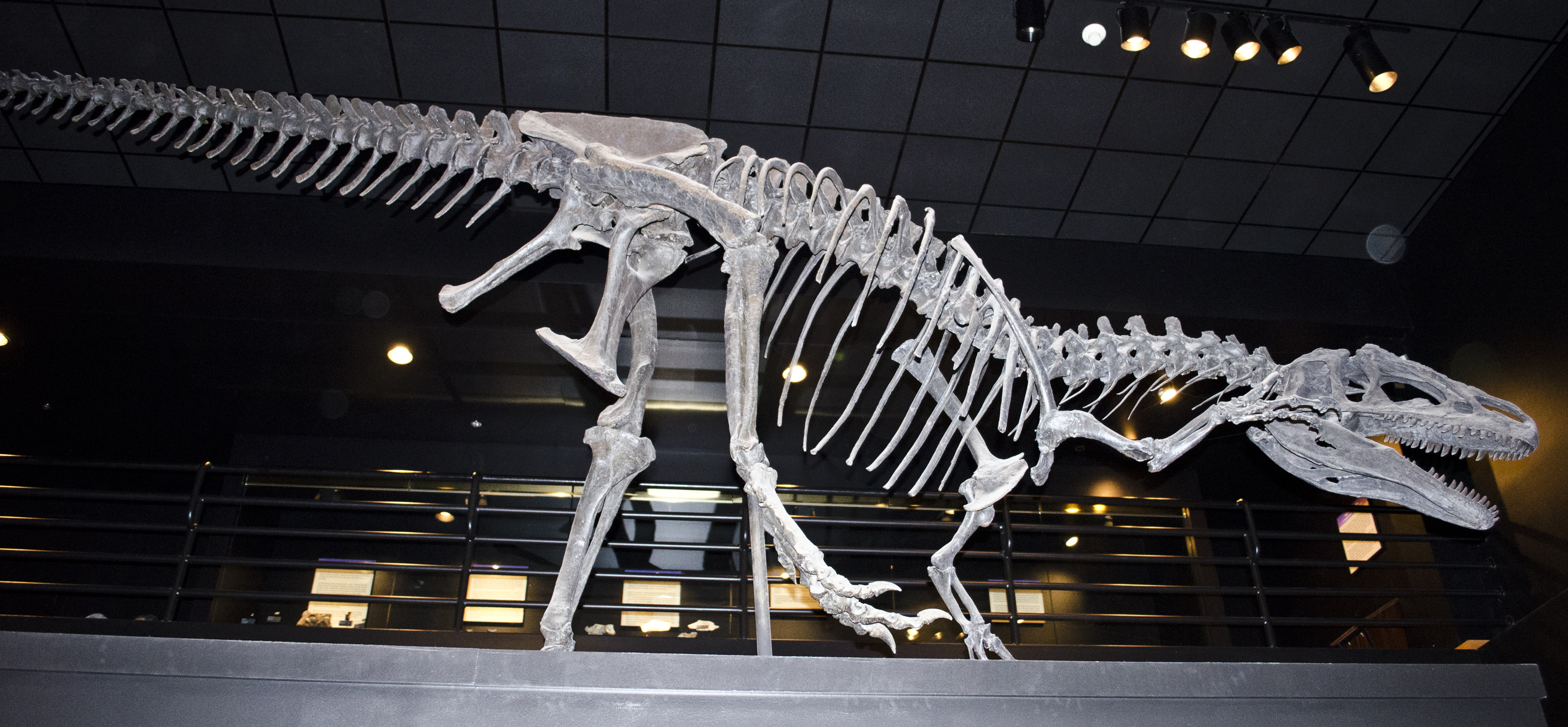
"Big Al" no Museu das Montanhas Rochosas, em Montana

Em 1991, "Big Al" (MOR 693), um espécime de Allosaurus parcialmente articulado e 95% completo foi descoberto. Mediu cerca de 8 metros de comprimento. MOR 693 foi escavado perto de Shell, Wyoming, por uma equipe conjunta do Museu das Montanhas Rochosas e do Museu Geológico da Universidade de Wyoming. Este esqueleto foi descoberto por uma equipe suíça, liderada por Kirby Siber. Chure e Loewen em 2020 identificaram o indivíduo como representante da espécie Allosaurus jimmadseni. Em 1996, a mesma equipe descobriu um segundo Allosaurus, "Big Al 2". Este espécime, o esqueleto mais bem preservado de seu tipo até hoje, também é conhecido como Allosaurus jimmadseni.
A integridade, preservação e importância científica desse esqueleto deram a "Big Al" seu nome; o próprio indivíduo estava abaixo do tamanho médio para Allosaurus fragilis, e era um subadulto estimado em apenas 87% de crescimento. O espécime foi descrito por Breithaupt em 1996. Dezenove de seus ossos foram quebrados ou mostraram sinais de infecção, o que pode ter contribuído para a morte de "Big Al". Ossos patológicos incluíram cinco costelas, cinco vértebras e quatro ossos dos pés; vários ossos danificados mostraram osteomielite, uma infecção óssea. Um problema específico para o animal vivo era a infecção e o trauma no pé direito que provavelmente afetava o movimento e também pode ter predisposto o outro pé a lesões devido a uma mudança na marcha. Al teve uma infecção na primeira falange do terceiro dedo do pé, afetada por um invólucro. A infecção durou muito tempo, talvez até seis meses. "Big Al 2" também é conhecido por ter lesões múltiplas.

## Descrição

Comparação de tamanho entre um humano com as espécies de Allosaurus

O Allosaurus era um terópode típico, com uma cauda longa e ligeiramente inclinada e membros dianteiros reduzidos. Existem diversas estimativas por causa da grande quantidade de espécimes, mas para Allosaurus fragilis, que é a espécie-tipo, 8,5 metros de comprimento é uma média de tamanho aceitável.  O maior espécime de Allosaurus foi estimado em 9,7 metros de comprimento e 2,3 toneladas de peso. As estimativas de peso variam de 1 a 4 toneladas. John Foster, um especialista na Formação Morrison, sugeriu que uma tonelada é razoável para adultos grandes de A. fragilis, mas que 700 kg é uma estimativa mais próxima para indivíduos na média que ele mediu. Usando o espécime subadulto apelidado de "Big Al", que foi atribuído à espécie Allosaurus jimmadseni, os pesquisadores chegaram a uma estimativa de 1,5 toneladas de peso para o indivíduo, mas por parâmetros variáveis eles encontraram uma faixa de aproximadamente 1,4 toneladas a 2 toneladas de peso.
Vários espécimes gigantescos e extrapolados foram atribuídos ao gênero Allosaurus, mas podem de fato pertencer a outros gêneros. Saurophaganax (que é intimamente relacionado ao Allosaurus) poderia ter atingido 10,9 m de comprimento, e foi atribuído ao gênero Allosaurus como Allosaurus maximus. Entretanto, estudos recentes apoiam Saurophaganax como um gênero separado. Outro espécime potencial de Allosaurus foi uma vez atribuído ao gênero Epanterias, e poderia ter medido 12,1 metros de comprimento. Já em uma descoberta mais recente foi encontrado um esqueleto parcial nas rochas de Morrison, no Novo México; mas este grande alossaurídeo pode ser outro indivíduo de Saurophaganax.

### Crânio

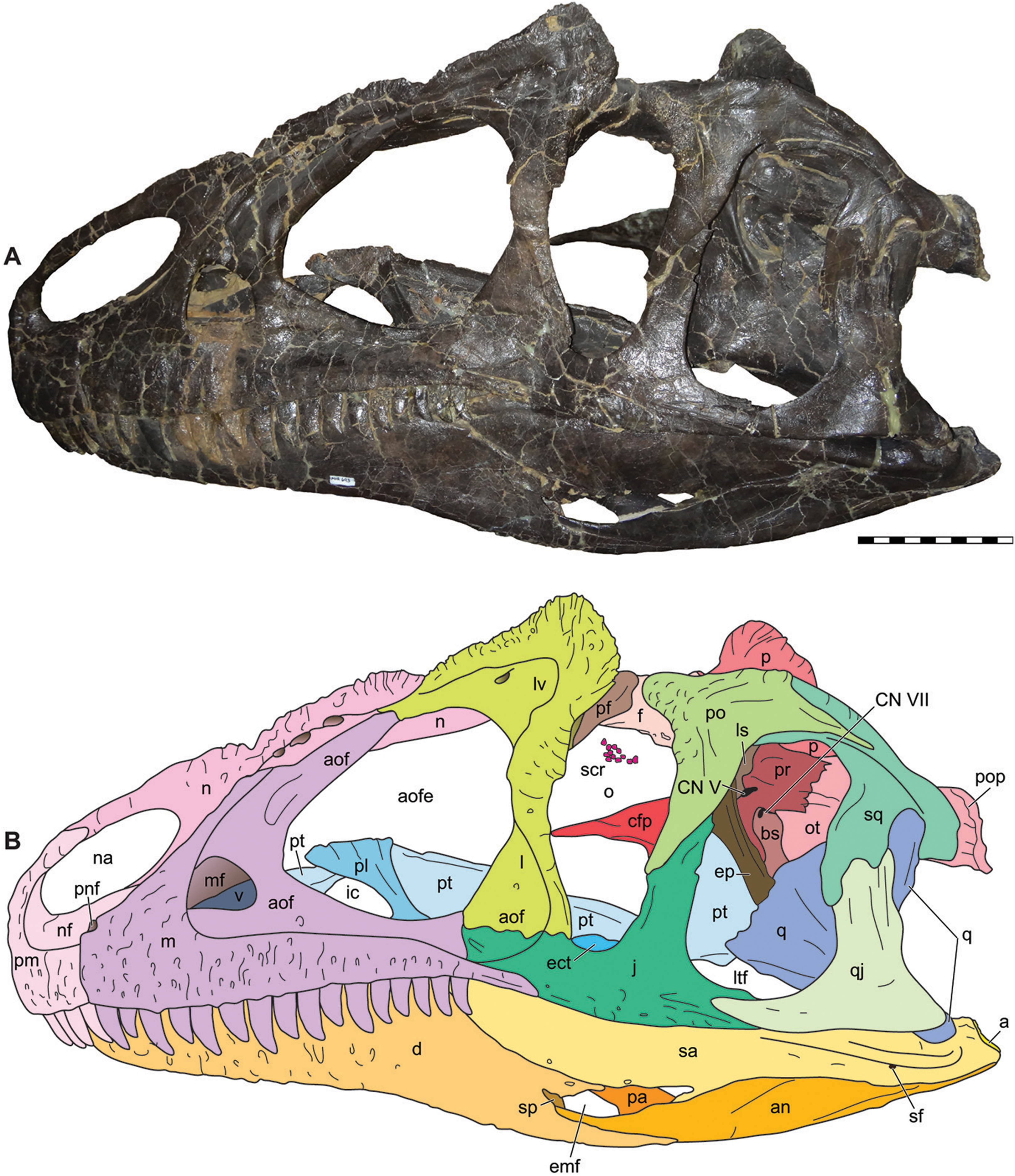
Crânio de A. jimmadseni com diagrama exibindo individualmente os ossos

O crânio e os dentes do Allosaurus tinham proporções modestas para um terópode de seu tamanho. O paleontólogo Gregory S. Paul fornece um comprimento de 845 mm para um crânio pertencente a um indivíduo que ele estima ter 7,9 m de comprimento. Cada pré-maxila (os ossos que formavam a ponta do focinho) continha cinco dentes com seções transversais em forma de D, e cada maxila (os principais ossos que sustentam os dentes da mandíbula superior) tinha entre 14 e 17 dentes; o número de dentes não corresponde exatamente ao tamanho do osso. Cada dentário (o osso que contém os dentes da mandíbula inferior) tinha entre 14 e 17 dentes, com uma contagem média de 16. Os dentes tornaram-se mais curtos, mais estreitos e mais curvados em direção à parte posterior do crânio. Todos os dentes tinham bordas em forma de serra. Eles foram eliminados facilmente e substituídos continuamente, tornando-os fósseis comuns. Seu crânio era leve, robusto e equipado com dezenas de dentes afiados e serrilhados.
O crânio tinha um par de chifres acima e na frente dos olhos. Esses chifres eram compostos por extensões dos ossos lacrimais e variavam em forma e tamanho. Havia também cristas pares inferiores correndo ao longo das bordas superiores dos ossos nasais que levavam aos chifres. Os chifres eram provavelmente cobertos por uma bainha de queratina e podem ter tido uma variedade de funções, incluindo atuar como guarda-sóis para os olhos, sendo usados para exibição e em combate contra outros membros da mesma espécie (embora fossem frágeis). Havia uma crista ao longo da parte posterior do teto do crânio para fixação muscular, como também é visto nos tiranossaurídeos.
Dentro dos ossos lacrimais havia depressões que podem conter glândulas, como glândulas salinas. Dentro das maxilas havia seios da face mais desenvolvidos do que os dos terópodes mais basais, como o Ceratosaurus e o Marshosaurus; eles podem estar relacionados ao sentido do olfato, talvez contendo algo como os órgãos de Jacobson. O teto da caixa craniana era fino, talvez para melhorar a termorregulação do cérebro. O crânio e a mandíbula inferior tinham articulações que permitiam o movimento dentro dessas unidades. Nas mandíbulas inferiores, os ossos das metades anterior e posterior articulam-se livremente, permitindo que as mandíbulas se curvem para fora e aumentando a boca aberta do animal. A caixa craniana e os frontais também podem ter tido uma articulação.

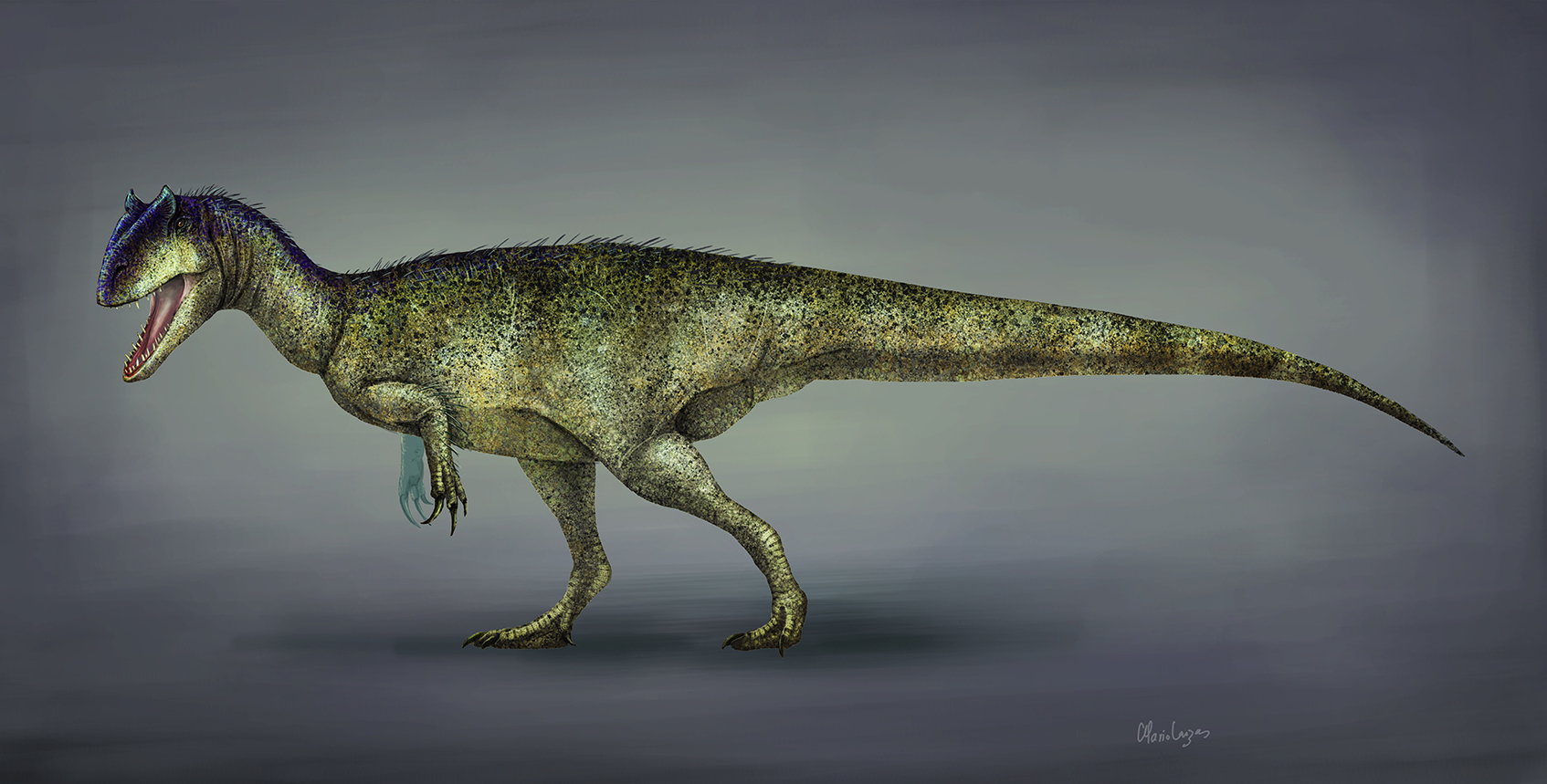
Reconstrução de um Saurophaganax, um gênero relacionado ao Allosaurus

### Variação de tamanho

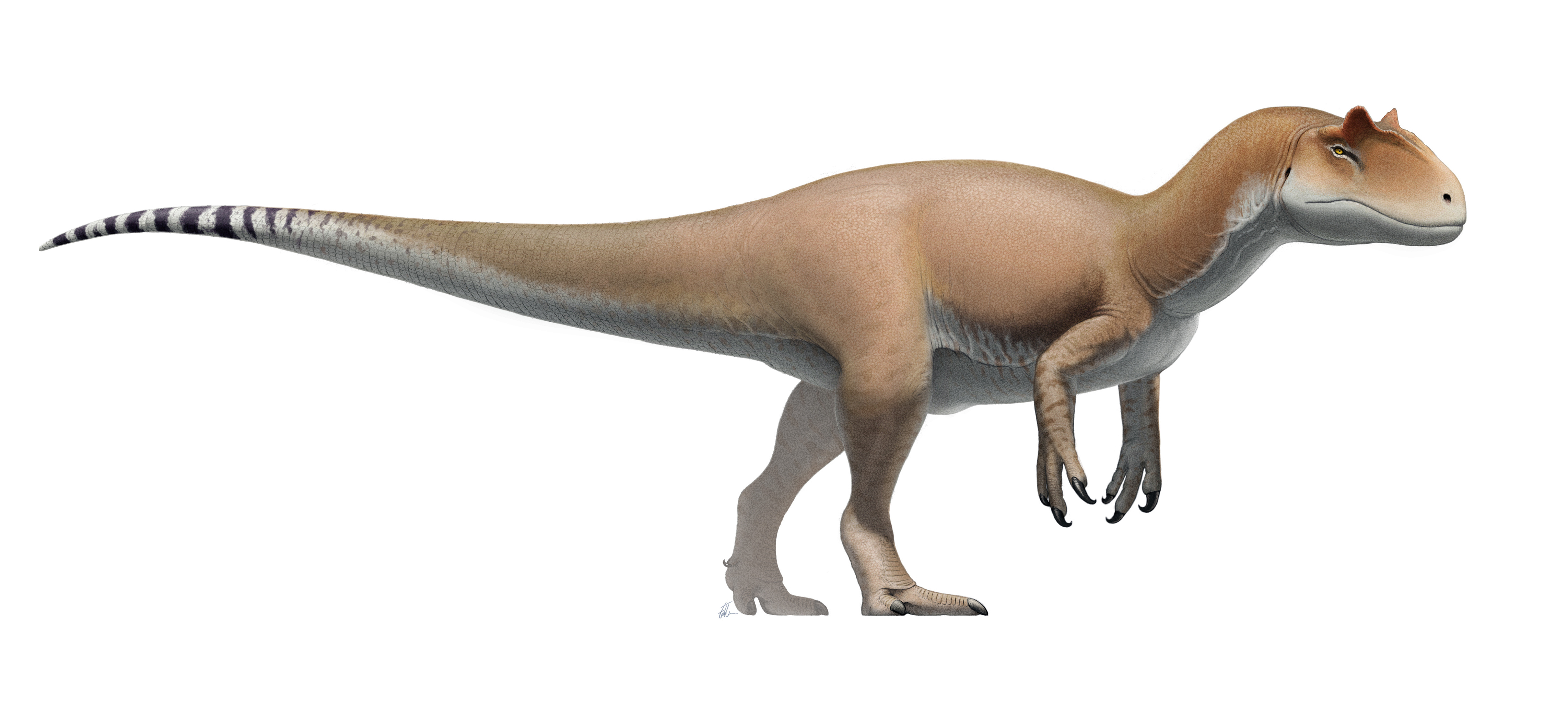
Reconstrução de A. fragillis

A variação de tamanho entre espécimes de Allosaurus já foi estudada. David K. Smith, examinando fósseis de Allosaurus, descobriu que os espécimes de Dinosaur Quarry, em Utah, são geralmente menores do que os de Como Bluff, em Wyoming, ou da pedreira de Dry Mesa, Colorado, mas as formas dos próprios ossos não variaram entre os locais. Um estudo posterior de Smith incorporando espécimes do Garden Park no Colorado e do Dinosaur National Monument em Utah não encontrou nenhuma justificativa para várias espécies com base na variação do esqueleto; a variação do crânio era mais comum e gradativa, assim sugerindo que a variação individual era a responsável. Trabalhos posteriores sobre a variação de tamanho não encontraram diferenças consistentes, embora o material de Dry Mesa tendesse a se agrupar com base no astrágalo. Kenneth Carpenter, usando elementos de crânio do sítio Cleveland-Lloyd, encontrou ampla variação entre os indivíduos, questionando distinções em nível de espécie anteriores com base em características como a forma dos chifres e a diferenciação proposta de A. jimmadseni com base no conjugal.

### Espécies

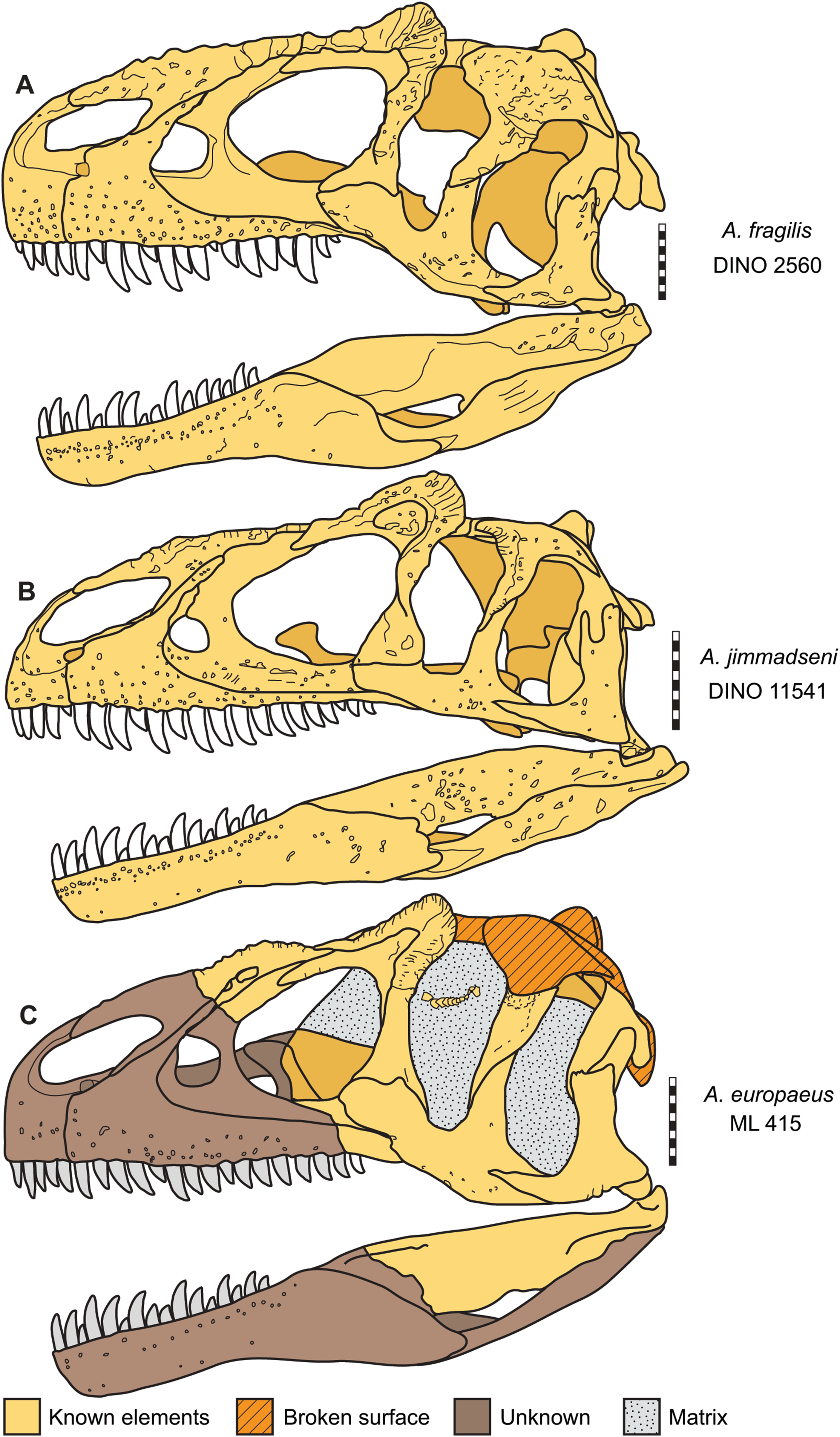
Cranios das três espécies de Allosaurus, A. fragilis (A), A. jimmadseni (B), A. europeaus (C)

Seis espécies de Allosaurus foram nomeadas: a espécie-tipo A. fragilis, A. jimmadseni, A. europaeus, A. amplus, A. atrox e A. lucasi. Daniel Chure e Mark Loewen, em 2020, reconheceram apenas as espécies A. fragilis, A. europaeus e o recém-nomeado A. jimmadseni como sendo espécies válidas.
A. fragilis é a espécie-tipo e foi nomeado por Marsh em 1877. É conhecida pelos restos de pelo menos 60 indivíduos, todos encontrados na Formação Morrison dos Estados Unidos, datada das idades Kimmeridgiana - Tithoniana, espalhados pelos estados do Colorado, Montana, Novo México, Oklahoma, Dakota do Sul, Utah, e Wyoming. Detalhes do úmero (braço superior) de A. fragilis têm sido usado como diagnóstico entre os terópodes de Morrison, mas A. jimmadseni indica que este não é mais o caso no nível da espécie.

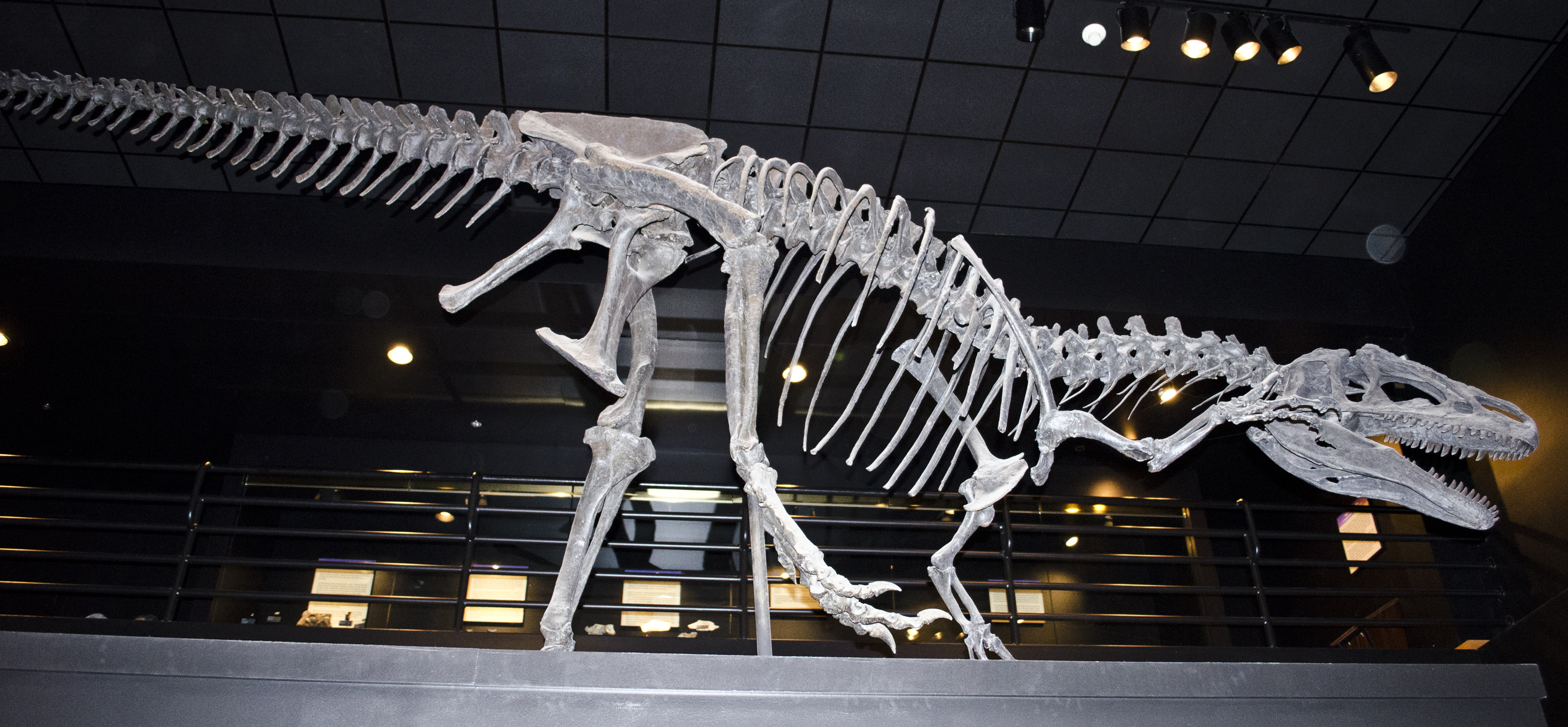
Esqueleto do especime de A. jimmadseni apelidado de "Big Al"

A. jimmadseni foi descrito com base em dois esqueletos quase completos. O primeiro espécime foi descoberto no Monumento Nacional dos Dinossauros no nordeste de Utah, com o indivíduo apelidado de "Big Al" reconhecido como pertencente à mesma espécie. Esta espécie se difere de A. fragilis em vários detalhes anatômicos, incluindo conjugal com margem inferior reta e um crânio mais alongado.
A. europaeus foi relatado pela primeira vez em 1999 em Porto Novo Member, na Formação Lourinhã, com base em um esqueleto parcial que incluía um quadrato, vértebras, costelas, gastralia, divisas, parte dos quadris e membros posteriores. Este espécime foi atribuído a A. fragilis inicialmente, mas a subsequente descoberta de uma parte do crânio e pescoço estimulou a denominação da nova espécie A. europaeus de Octávio Mateus e colegas. A espécie surgiu mais cedo no Jurássico do que A. fragilis e se difere de outras espécies de Allosaurus em detalhes cranianos. No entanto, mais material pode mostrar que é A. fragilis, conforme descrito originalmente.
O que pensávamos ser o terópode Saurophaganax maximus na verdade pertencia a 2 espécies, um saurópode (até então indeterminado) e um terópode chamado agora de Allosaurus anax. 

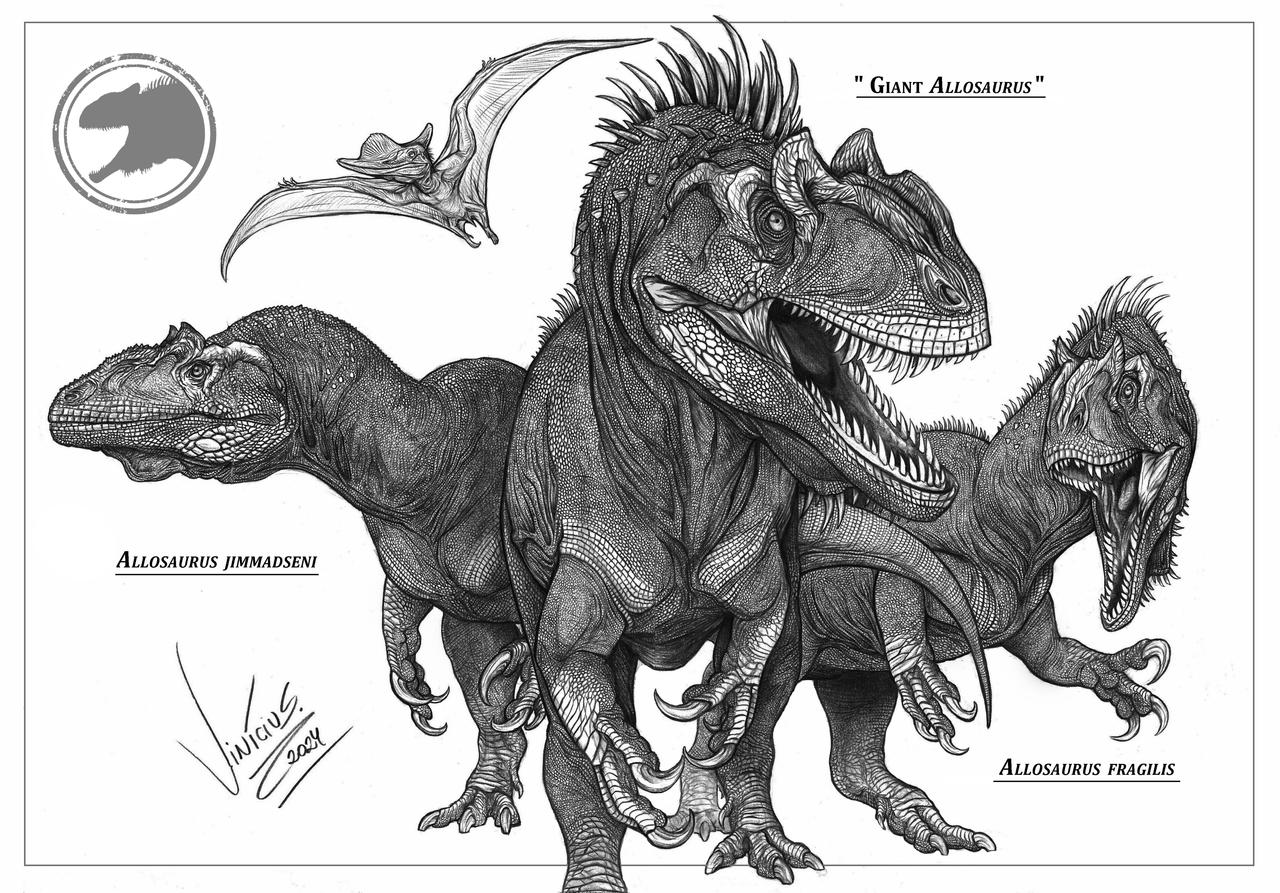
As três espécies norte americanas do gênero Allosaurus (Allosaurus jimmadseni, Allosaurus anax & Allosaurus fragilis).

## Classificação
O Allosaurus era um alossaurídeo (sendo inclusive a espécie-tipo), um membro de uma família de grandes terópodes dentro do grupo maior Carnosauria. O nome de família Allosauridae foi criado para este gênero em 1878 por Othniel Charles Marsh, mas o termo foi amplamente utilizado até a década de 1970 em favor de Megalosauridae, outra família de grandes terópodes que eventualmente se tornou um táxon de lixeira. Isso, juntamente com o uso de Antrodemus para Allosaurus durante o mesmo período, é um ponto que precisa ser lembrado ao buscar informações sobre o Allosaurus em publicações anteriores à monografia de James Madsen de 1976. As principais publicações usando o nome "Megalosauridae" em vez de "Allosauridae" incluem Gilmore, 1920, von Huene, 1926, Romer, 1956 e 1966, Steel, 1970, e Walker , 1964.
Após a publicação da influente monografia de Madsen, Allosauridae tornou-se a atribuição de família preferida, mas também não foi fortemente definida. Trabalhos semi-técnicos usaram Allosauridae para uma variedade de grandes terópodes, geralmente aqueles que eram maiores e mais conhecidos que os megalossaurídeos. Terópodes típicos que se pensava estarem relacionados ao Allosaurus incluíam Indosaurus, Piatnitzkysaurus, Piveteausaurus, Yangchuanosaurus, Acrocanthosaurus, Chilantaisaurus, Compsosuchus, Stokesosaurus e Szechuanosaurus. Dado o conhecimento moderno da diversidade de terópodes e o advento do estudo cladístico das relações evolutivas, nenhum desses terópodes é agora reconhecido como um alossaurídeo, embora vários, como Acrocanthosaurus e Yangchuanosaurus, sejam membros de famílias intimamente relacionadas.

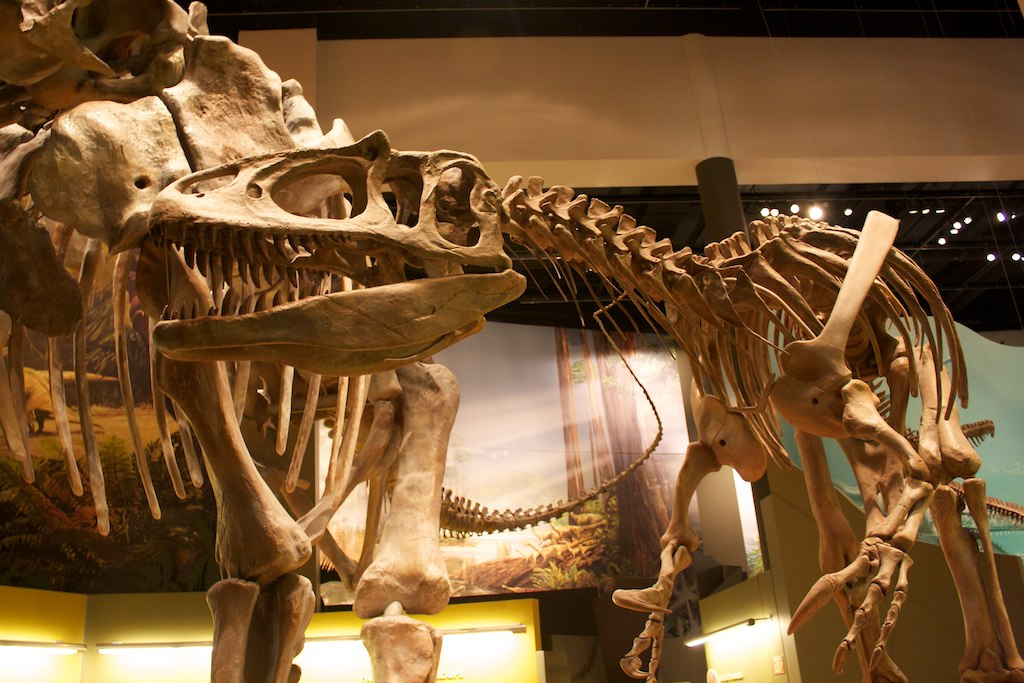
Esqueleto restaurado do Saurophaganax ou A. maximus

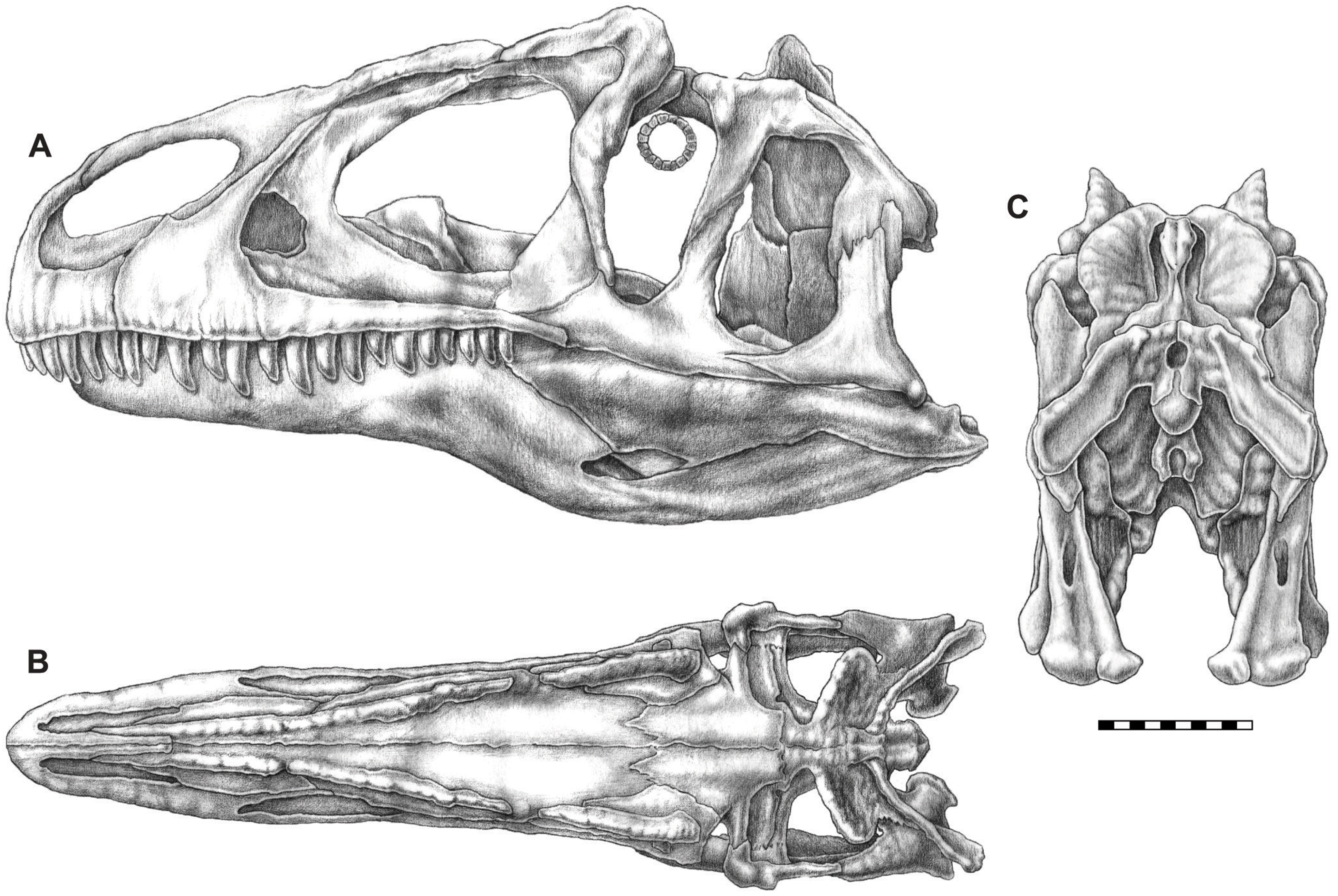
Ilustrações mostrando o crânio de A. jimmadseni de lado (A), de cima (B) e de trás (C)

Abaixo está um cladograma baseado na análise de Benson et al. em 2010.
|  | Neovenator                                                 |
|  |                                                            |
|  | \| \| Fukuiraptor \| \| \| \| \| \| Megaraptor \| \| \| \| |
|  |                                                            |
|  | Fukuiraptor                                                |
|  |                                                            |
|  | Megaraptor                                                 |
|  |                                                            |

|  | Fukuiraptor |
|  |             |
|  | Megaraptor  |
|  |             |

|  | Tyrannotitan                                                                                        |
|  | |
|  | \| \| Carcharodontosaurus \| \| \| \| \| \| Giganotosaurus \| \| \| \| \| \| Mapusaurus \| \| \| \| |
|  | |
|  | Carcharodontosaurus                                                                                 |
|  | |
|  | Giganotosaurus                                                                                      |
|  | |
|  | Mapusaurus                                                                                          |
|  | |

|  | Carcharodontosaurus |
|  |                     |
|  | Giganotosaurus      |
|  |                     |
|  | Mapusaurus          |
|  |                     |

|  | Tyrannotitan                                                                                        |
|  | |
|  | \| \| Carcharodontosaurus \| \| \| \| \| \| Giganotosaurus \| \| \| \| \| \| Mapusaurus \| \| \| \| |
|  | |
|  | Carcharodontosaurus                                                                                 |
|  | |
|  | Giganotosaurus                                                                                      |
|  | |
|  | Mapusaurus                                                                                          |
|  | |

|  | Carcharodontosaurus |
|  |                     |
|  | Giganotosaurus      |
|  |                     |
|  | Mapusaurus          |
|  |                     |

|  | Tyrannotitan                                                                                        |
|  | |
|  | \| \| Carcharodontosaurus \| \| \| \| \| \| Giganotosaurus \| \| \| \| \| \| Mapusaurus \| \| \| \| |
|  | |
|  | Carcharodontosaurus                                                                                 |
|  | |
|  | Giganotosaurus                                                                                      |
|  | |
|  | Mapusaurus                                                                                          |
|  | |

|  | Carcharodontosaurus |
|  |                     |
|  | Giganotosaurus      |
|  |                     |
|  | Mapusaurus          |
|  |                     |

|  | Tyrannotitan                                                                                        |
|  | |
|  | \| \| Carcharodontosaurus \| \| \| \| \| \| Giganotosaurus \| \| \| \| \| \| Mapusaurus \| \| \| \| |
|  | |
|  | Carcharodontosaurus                                                                                 |
|  | |
|  | Giganotosaurus                                                                                      |
|  | |
|  | Mapusaurus                                                                                          |
|  | |

|  | Carcharodontosaurus |
|  |                     |
|  | Giganotosaurus      |
|  |                     |
|  | Mapusaurus          |
|  |                     |

|  | Tyrannotitan                                                                                        |
|  | |
|  | \| \| Carcharodontosaurus \| \| \| \| \| \| Giganotosaurus \| \| \| \| \| \| Mapusaurus \| \| \| \| |
|  | |
|  | Carcharodontosaurus                                                                                 |
|  | |
|  | Giganotosaurus                                                                                      |
|  | |
|  | Mapusaurus                                                                                          |
|  | |

|  | Carcharodontosaurus |
|  |                     |
|  | Giganotosaurus      |
|  |                     |
|  | Mapusaurus          |
|  |                     |

|  | Tyrannotitan                                                                                        |
|  | |
|  | \| \| Carcharodontosaurus \| \| \| \| \| \| Giganotosaurus \| \| \| \| \| \| Mapusaurus \| \| \| \| |
|  | |
|  | Carcharodontosaurus                                                                                 |
|  | |
|  | Giganotosaurus                                                                                      |
|  | |
|  | Mapusaurus                                                                                          |
|  | |

|  | Carcharodontosaurus |
|  |                     |
|  | Giganotosaurus      |
|  |                     |
|  | Mapusaurus          |
|  |                     |

|  | Tyrannotitan                                                                                        |
|  | |
|  | \| \| Carcharodontosaurus \| \| \| \| \| \| Giganotosaurus \| \| \| \| \| \| Mapusaurus \| \| \| \| |
|  | |
|  | Carcharodontosaurus                                                                                 |
|  | |
|  | Giganotosaurus                                                                                      |
|  | |
|  | Mapusaurus                                                                                          |
|  | |

|  | Carcharodontosaurus |
|  |                     |
|  | Giganotosaurus      |
|  |                     |
|  | Mapusaurus          |
|  |                     |

|  | Tyrannotitan                                                                                        |
|  | |
|  | \| \| Carcharodontosaurus \| \| \| \| \| \| Giganotosaurus \| \| \| \| \| \| Mapusaurus \| \| \| \| |
|  | |
|  | Carcharodontosaurus                                                                                 |
|  | |
|  | Giganotosaurus                                                                                      |
|  | |
|  | Mapusaurus                                                                                          |
|  | |

|  | Carcharodontosaurus |
|  |                     |
|  | Giganotosaurus      |
|  |                     |
|  | Mapusaurus          |
|  |                     |

|  | Neovenator                                                 |
|  |                                                            |
|  | \| \| Fukuiraptor \| \| \| \| \| \| Megaraptor \| \| \| \| |
|  |                                                            |
|  | Fukuiraptor                                                |
|  |                                                            |
|  | Megaraptor                                                 |
|  |                                                            |

|  | Fukuiraptor |
|  |             |
|  | Megaraptor  |
|  |             |

|  | Tyrannotitan                                                                                        |
|  | |
|  | \| \| Carcharodontosaurus \| \| \| \| \| \| Giganotosaurus \| \| \| \| \| \| Mapusaurus \| \| \| \| |
|  | |
|  | Carcharodontosaurus                                                                                 |
|  | |
|  | Giganotosaurus                                                                                      |
|  | |
|  | Mapusaurus                                                                                          |
|  | |

|  | Carcharodontosaurus |
|  |                     |
|  | Giganotosaurus      |
|  |                     |
|  | Mapusaurus          |
|  |                     |

|  | Tyrannotitan                                                                                        |
|  | |
|  | \| \| Carcharodontosaurus \| \| \| \| \| \| Giganotosaurus \| \| \| \| \| \| Mapusaurus \| \| \| \| |
|  | |
|  | Carcharodontosaurus                                                                                 |
|  | |
|  | Giganotosaurus                                                                                      |
|  | |
|  | Mapusaurus                                                                                          |
|  | |

|  | Carcharodontosaurus |
|  |                     |
|  | Giganotosaurus      |
|  |                     |
|  | Mapusaurus          |
|  |                     |

|  | Tyrannotitan                                                                                        |
|  | |
|  | \| \| Carcharodontosaurus \| \| \| \| \| \| Giganotosaurus \| \| \| \| \| \| Mapusaurus \| \| \| \| |
|  | |
|  | Carcharodontosaurus                                                                                 |
|  | |
|  | Giganotosaurus                                                                                      |
|  | |
|  | Mapusaurus                                                                                          |
|  | |

|  | Carcharodontosaurus |
|  |                     |
|  | Giganotosaurus      |
|  |                     |
|  | Mapusaurus          |
|  |                     |

|  | Tyrannotitan                                                                                        |
|  | |
|  | \| \| Carcharodontosaurus \| \| \| \| \| \| Giganotosaurus \| \| \| \| \| \| Mapusaurus \| \| \| \| |
|  | |
|  | Carcharodontosaurus                                                                                 |
|  | |
|  | Giganotosaurus                                                                                      |
|  | |
|  | Mapusaurus                                                                                          |
|  | |

|  | Carcharodontosaurus |
|  |                     |
|  | Giganotosaurus      |
|  |                     |
|  | Mapusaurus          |
|  |                     |

|  | Tyrannotitan                                                                                        |
|  | |
|  | \| \| Carcharodontosaurus \| \| \| \| \| \| Giganotosaurus \| \| \| \| \| \| Mapusaurus \| \| \| \| |
|  | |
|  | Carcharodontosaurus                                                                                 |
|  | |
|  | Giganotosaurus                                                                                      |
|  | |
|  | Mapusaurus                                                                                          |
|  | |

|  | Carcharodontosaurus |
|  |                     |
|  | Giganotosaurus      |
|  |                     |
|  | Mapusaurus          |
|  |                     |

|  | Tyrannotitan                                                                                        |
|  | |
|  | \| \| Carcharodontosaurus \| \| \| \| \| \| Giganotosaurus \| \| \| \| \| \| Mapusaurus \| \| \| \| |
|  | |
|  | Carcharodontosaurus                                                                                 |
|  | |
|  | Giganotosaurus                                                                                      |
|  | |
|  | Mapusaurus                                                                                          |
|  | |

|  | Carcharodontosaurus |
|  |                     |
|  | Giganotosaurus      |
|  |                     |
|  | Mapusaurus          |
|  |                     |

|  | Tyrannotitan                                                                                        |
|  | |
|  | \| \| Carcharodontosaurus \| \| \| \| \| \| Giganotosaurus \| \| \| \| \| \| Mapusaurus \| \| \| \| |
|  | |
|  | Carcharodontosaurus                                                                                 |
|  | |
|  | Giganotosaurus                                                                                      |
|  | |
|  | Mapusaurus                                                                                          |
|  | |

|  | Carcharodontosaurus |
|  |                     |
|  | Giganotosaurus      |
|  |                     |
|  | Mapusaurus          |
|  |                     |

|  | Tyrannotitan                                                                                        |
|  | |
|  | \| \| Carcharodontosaurus \| \| \| \| \| \| Giganotosaurus \| \| \| \| \| \| Mapusaurus \| \| \| \| |
|  | |
|  | Carcharodontosaurus                                                                                 |
|  | |
|  | Giganotosaurus                                                                                      |
|  | |
|  | Mapusaurus                                                                                          |
|  | |

|  | Carcharodontosaurus |
|  |                     |
|  | Giganotosaurus      |
|  |                     |
|  | Mapusaurus          |
|  |                     |

|  | Neovenator                                                 |
|  |                                                            |
|  | \| \| Fukuiraptor \| \| \| \| \| \| Megaraptor \| \| \| \| |
|  |                                                            |
|  | Fukuiraptor                                                |
|  |                                                            |
|  | Megaraptor                                                 |
|  |                                                            |

|  | Fukuiraptor |
|  |             |
|  | Megaraptor  |
|  |             |

|  | Tyrannotitan                                                                                        |
|  | |
|  | \| \| Carcharodontosaurus \| \| \| \| \| \| Giganotosaurus \| \| \| \| \| \| Mapusaurus \| \| \| \| |
|  | |
|  | Carcharodontosaurus                                                                                 |
|  | |
|  | Giganotosaurus                                                                                      |
|  | |
|  | Mapusaurus                                                                                          |
|  | |

|  | Carcharodontosaurus |
|  |                     |
|  | Giganotosaurus      |
|  |                     |
|  | Mapusaurus          |
|  |                     |

|  | Tyrannotitan                                                                                        |
|  | |
|  | \| \| Carcharodontosaurus \| \| \| \| \| \| Giganotosaurus \| \| \| \| \| \| Mapusaurus \| \| \| \| |
|  | |
|  | Carcharodontosaurus                                                                                 |
|  | |
|  | Giganotosaurus                                                                                      |
|  | |
|  | Mapusaurus                                                                                          |
|  | |

|  | Carcharodontosaurus |
|  |                     |
|  | Giganotosaurus      |
|  |                     |
|  | Mapusaurus          |
|  |                     |

|  | Tyrannotitan                                                                                        |
|  | |
|  | \| \| Carcharodontosaurus \| \| \| \| \| \| Giganotosaurus \| \| \| \| \| \| Mapusaurus \| \| \| \| |
|  | |
|  | Carcharodontosaurus                                                                                 |
|  | |
|  | Giganotosaurus                                                                                      |
|  | |
|  | Mapusaurus                                                                                          |
|  | |

|  | Carcharodontosaurus |
|  |                     |
|  | Giganotosaurus      |
|  |                     |
|  | Mapusaurus          |
|  |                     |

|  | Tyrannotitan                                                                                        |
|  | |
|  | \| \| Carcharodontosaurus \| \| \| \| \| \| Giganotosaurus \| \| \| \| \| \| Mapusaurus \| \| \| \| |
|  | |
|  | Carcharodontosaurus                                                                                 |
|  | |
|  | Giganotosaurus                                                                                      |
|  | |
|  | Mapusaurus                                                                                          |
|  | |

|  | Carcharodontosaurus |
|  |                     |
|  | Giganotosaurus      |
|  |                     |
|  | Mapusaurus          |
|  |                     |

|  | Tyrannotitan                                                                                        |
|  | |
|  | \| \| Carcharodontosaurus \| \| \| \| \| \| Giganotosaurus \| \| \| \| \| \| Mapusaurus \| \| \| \| |
|  | |
|  | Carcharodontosaurus                                                                                 |
|  | |
|  | Giganotosaurus                                                                                      |
|  | |
|  | Mapusaurus                                                                                          |
|  | |

|  | Carcharodontosaurus |
|  |                     |
|  | Giganotosaurus      |
|  |                     |
|  | Mapusaurus          |
|  |                     |

|  | Tyrannotitan                                                                                        |
|  | |
|  | \| \| Carcharodontosaurus \| \| \| \| \| \| Giganotosaurus \| \| \| \| \| \| Mapusaurus \| \| \| \| |
|  | |
|  | Carcharodontosaurus                                                                                 |
|  | |
|  | Giganotosaurus                                                                                      |
|  | |
|  | Mapusaurus                                                                                          |
|  | |

|  | Carcharodontosaurus |
|  |                     |
|  | Giganotosaurus      |
|  |                     |
|  | Mapusaurus          |
|  |                     |

|  | Tyrannotitan                                                                                        |
|  | |
|  | \| \| Carcharodontosaurus \| \| \| \| \| \| Giganotosaurus \| \| \| \| \| \| Mapusaurus \| \| \| \| |
|  | |
|  | Carcharodontosaurus                                                                                 |
|  | |
|  | Giganotosaurus                                                                                      |
|  | |
|  | Mapusaurus                                                                                          |
|  | |

|  | Carcharodontosaurus |
|  |                     |
|  | Giganotosaurus      |
|  |                     |
|  | Mapusaurus          |
|  |                     |

|  | Tyrannotitan                                                                                        |
|  | |
|  | \| \| Carcharodontosaurus \| \| \| \| \| \| Giganotosaurus \| \| \| \| \| \| Mapusaurus \| \| \| \| |
|  | |
|  | Carcharodontosaurus                                                                                 |
|  | |
|  | Giganotosaurus                                                                                      |
|  | |
|  | Mapusaurus                                                                                          |
|  | |

|  | Carcharodontosaurus |
|  |                     |
|  | Giganotosaurus      |
|  |                     |
|  | Mapusaurus          |
|  |                     |

|  | Neovenator                                                 |
|  |                                                            |
|  | \| \| Fukuiraptor \| \| \| \| \| \| Megaraptor \| \| \| \| |
|  |                                                            |
|  | Fukuiraptor                                                |
|  |                                                            |
|  | Megaraptor                                                 |
|  |                                                            |

|  | Fukuiraptor |
|  |             |
|  | Megaraptor  |
|  |             |

|  | Tyrannotitan                                                                                        |
|  | |
|  | \| \| Carcharodontosaurus \| \| \| \| \| \| Giganotosaurus \| \| \| \| \| \| Mapusaurus \| \| \| \| |
|  | |
|  | Carcharodontosaurus                                                                                 |
|  | |
|  | Giganotosaurus                                                                                      |
|  | |
|  | Mapusaurus                                                                                          |
|  | |

|  | Carcharodontosaurus |
|  |                     |
|  | Giganotosaurus      |
|  |                     |
|  | Mapusaurus          |
|  |                     |

|  | Tyrannotitan                                                                                        |
|  | |
|  | \| \| Carcharodontosaurus \| \| \| \| \| \| Giganotosaurus \| \| \| \| \| \| Mapusaurus \| \| \| \| |
|  | |
|  | Carcharodontosaurus                                                                                 |
|  | |
|  | Giganotosaurus                                                                                      |
|  | |
|  | Mapusaurus                                                                                          |
|  | |

|  | Carcharodontosaurus |
|  |                     |
|  | Giganotosaurus      |
|  |                     |
|  | Mapusaurus          |
|  |                     |

|  | Tyrannotitan                                                                                        |
|  | |
|  | \| \| Carcharodontosaurus \| \| \| \| \| \| Giganotosaurus \| \| \| \| \| \| Mapusaurus \| \| \| \| |
|  | |
|  | Carcharodontosaurus                                                                                 |
|  | |
|  | Giganotosaurus                                                                                      |
|  | |
|  | Mapusaurus                                                                                          |
|  | |

|  | Carcharodontosaurus |
|  |                     |
|  | Giganotosaurus      |
|  |                     |
|  | Mapusaurus          |
|  |                     |

|  | Tyrannotitan                                                                                        |
|  | |
|  | \| \| Carcharodontosaurus \| \| \| \| \| \| Giganotosaurus \| \| \| \| \| \| Mapusaurus \| \| \| \| |
|  | |
|  | Carcharodontosaurus                                                                                 |
|  | |
|  | Giganotosaurus                                                                                      |
|  | |
|  | Mapusaurus                                                                                          |
|  | |

|  | Carcharodontosaurus |
|  |                     |
|  | Giganotosaurus      |
|  |                     |
|  | Mapusaurus          |
|  |                     |

|  | Tyrannotitan                                                                                        |
|  | |
|  | \| \| Carcharodontosaurus \| \| \| \| \| \| Giganotosaurus \| \| \| \| \| \| Mapusaurus \| \| \| \| |
|  | |
|  | Carcharodontosaurus                                                                                 |
|  | |
|  | Giganotosaurus                                                                                      |
|  | |
|  | Mapusaurus                                                                                          |
|  | |

|  | Carcharodontosaurus |
|  |                     |
|  | Giganotosaurus      |
|  |                     |
|  | Mapusaurus          |
|  |                     |

|  | Tyrannotitan                                                                                        |
|  | |
|  | \| \| Carcharodontosaurus \| \| \| \| \| \| Giganotosaurus \| \| \| \| \| \| Mapusaurus \| \| \| \| |
|  | |
|  | Carcharodontosaurus                                                                                 |
|  | |
|  | Giganotosaurus                                                                                      |
|  | |
|  | Mapusaurus                                                                                          |
|  | |

|  | Carcharodontosaurus |
|  |                     |
|  | Giganotosaurus      |
|  |                     |
|  | Mapusaurus          |
|  |                     |

|  | Tyrannotitan                                                                                        |
|  | |
|  | \| \| Carcharodontosaurus \| \| \| \| \| \| Giganotosaurus \| \| \| \| \| \| Mapusaurus \| \| \| \| |
|  | |
|  | Carcharodontosaurus                                                                                 |
|  | |
|  | Giganotosaurus                                                                                      |
|  | |
|  | Mapusaurus                                                                                          |
|  | |

|  | Carcharodontosaurus |
|  |                     |
|  | Giganotosaurus      |
|  |                     |
|  | Mapusaurus          |
|  |                     |

|  | Tyrannotitan                                                                                        |
|  | |
|  | \| \| Carcharodontosaurus \| \| \| \| \| \| Giganotosaurus \| \| \| \| \| \| Mapusaurus \| \| \| \| |
|  | |
|  | Carcharodontosaurus                                                                                 |
|  | |
|  | Giganotosaurus                                                                                      |
|  | |
|  | Mapusaurus                                                                                          |
|  | |

|  | Carcharodontosaurus |
|  |                     |
|  | Giganotosaurus      |
|  |                     |
|  | Mapusaurus          |
|  |                     |

|  | Neovenator                                                 |
|  |                                                            |
|  | \| \| Fukuiraptor \| \| \| \| \| \| Megaraptor \| \| \| \| |
|  |                                                            |
|  | Fukuiraptor                                                |
|  |                                                            |
|  | Megaraptor                                                 |
|  |                                                            |

|  | Fukuiraptor |
|  |             |
|  | Megaraptor  |
|  |             |

|  | Tyrannotitan                                                                                        |
|  | |
|  | \| \| Carcharodontosaurus \| \| \| \| \| \| Giganotosaurus \| \| \| \| \| \| Mapusaurus \| \| \| \| |
|  | |
|  | Carcharodontosaurus                                                                                 |
|  | |
|  | Giganotosaurus                                                                                      |
|  | |
|  | Mapusaurus                                                                                          |
|  | |

|  | Carcharodontosaurus |
|  |                     |
|  | Giganotosaurus      |
|  |                     |
|  | Mapusaurus          |
|  |                     |

|  | Tyrannotitan                                                                                        |
|  | |
|  | \| \| Carcharodontosaurus \| \| \| \| \| \| Giganotosaurus \| \| \| \| \| \| Mapusaurus \| \| \| \| |
|  | |
|  | Carcharodontosaurus                                                                                 |
|  | |
|  | Giganotosaurus                                                                                      |
|  | |
|  | Mapusaurus                                                                                          |
|  | |

|  | Carcharodontosaurus |
|  |                     |
|  | Giganotosaurus      |
|  |                     |
|  | Mapusaurus          |
|  |                     |

|  | Tyrannotitan                                                                                        |
|  | |
|  | \| \| Carcharodontosaurus \| \| \| \| \| \| Giganotosaurus \| \| \| \| \| \| Mapusaurus \| \| \| \| |
|  | |
|  | Carcharodontosaurus                                                                                 |
|  | |
|  | Giganotosaurus                                                                                      |
|  | |
|  | Mapusaurus                                                                                          |
|  | |

|  | Carcharodontosaurus |
|  |                     |
|  | Giganotosaurus      |
|  |                     |
|  | Mapusaurus          |
|  |                     |

|  | Tyrannotitan                                                                                        |
|  | |
|  | \| \| Carcharodontosaurus \| \| \| \| \| \| Giganotosaurus \| \| \| \| \| \| Mapusaurus \| \| \| \| |
|  | |
|  | Carcharodontosaurus                                                                                 |
|  | |
|  | Giganotosaurus                                                                                      |
|  | |
|  | Mapusaurus                                                                                          |
|  | |

|  | Carcharodontosaurus |
|  |                     |
|  | Giganotosaurus      |
|  |                     |
|  | Mapusaurus          |
|  |                     |

|  | Tyrannotitan                                                                                        |
|  | |
|  | \| \| Carcharodontosaurus \| \| \| \| \| \| Giganotosaurus \| \| \| \| \| \| Mapusaurus \| \| \| \| |
|  | |
|  | Carcharodontosaurus                                                                                 |
|  | |
|  | Giganotosaurus                                                                                      |
|  | |
|  | Mapusaurus                                                                                          |
|  | |

|  | Carcharodontosaurus |
|  |                     |
|  | Giganotosaurus      |
|  |                     |
|  | Mapusaurus          |
|  |                     |

|  | Tyrannotitan                                                                                        |
|  | |
|  | \| \| Carcharodontosaurus \| \| \| \| \| \| Giganotosaurus \| \| \| \| \| \| Mapusaurus \| \| \| \| |
|  | |
|  | Carcharodontosaurus                                                                                 |
|  | |
|  | Giganotosaurus                                                                                      |
|  | |
|  | Mapusaurus                                                                                          |
|  | |

|  | Carcharodontosaurus |
|  |                     |
|  | Giganotosaurus      |
|  |                     |
|  | Mapusaurus          |
|  |                     |

|  | Tyrannotitan                                                                                        |
|  | |
|  | \| \| Carcharodontosaurus \| \| \| \| \| \| Giganotosaurus \| \| \| \| \| \| Mapusaurus \| \| \| \| |
|  | |
|  | Carcharodontosaurus                                                                                 |
|  | |
|  | Giganotosaurus                                                                                      |
|  | |
|  | Mapusaurus                                                                                          |
|  | |

|  | Carcharodontosaurus |
|  |                     |
|  | Giganotosaurus      |
|  |                     |
|  | Mapusaurus          |
|  |                     |

|  | Tyrannotitan                                                                                        |
|  | |
|  | \| \| Carcharodontosaurus \| \| \| \| \| \| Giganotosaurus \| \| \| \| \| \| Mapusaurus \| \| \| \| |
|  | |
|  | Carcharodontosaurus                                                                                 |
|  | |
|  | Giganotosaurus                                                                                      |
|  | |
|  | Mapusaurus                                                                                          |
|  | |

|  | Carcharodontosaurus |
|  |                     |
|  | Giganotosaurus      |
|  |                     |
|  | Mapusaurus          |
|  |                     |

|  | Neovenator                                                 |
|  |                                                            |
|  | \| \| Fukuiraptor \| \| \| \| \| \| Megaraptor \| \| \| \| |
|  |                                                            |
|  | Fukuiraptor                                                |
|  |                                                            |
|  | Megaraptor                                                 |
|  |                                                            |

|  | Fukuiraptor |
|  |             |
|  | Megaraptor  |
|  |             |

|  | Tyrannotitan                                                                                        |
|  | |
|  | \| \| Carcharodontosaurus \| \| \| \| \| \| Giganotosaurus \| \| \| \| \| \| Mapusaurus \| \| \| \| |
|  | |
|  | Carcharodontosaurus                                                                                 |
|  | |
|  | Giganotosaurus                                                                                      |
|  | |
|  | Mapusaurus                                                                                          |
|  | |

|  | Carcharodontosaurus |
|  |                     |
|  | Giganotosaurus      |
|  |                     |
|  | Mapusaurus          |
|  |                     |

|  | Tyrannotitan                                                                                        |
|  | |
|  | \| \| Carcharodontosaurus \| \| \| \| \| \| Giganotosaurus \| \| \| \| \| \| Mapusaurus \| \| \| \| |
|  | |
|  | Carcharodontosaurus                                                                                 |
|  | |
|  | Giganotosaurus                                                                                      |
|  | |
|  | Mapusaurus                                                                                          |
|  | |

|  | Carcharodontosaurus |
|  |                     |
|  | Giganotosaurus      |
|  |                     |
|  | Mapusaurus          |
|  |                     |

|  | Tyrannotitan                                                                                        |
|  | |
|  | \| \| Carcharodontosaurus \| \| \| \| \| \| Giganotosaurus \| \| \| \| \| \| Mapusaurus \| \| \| \| |
|  | |
|  | Carcharodontosaurus                                                                                 |
|  | |
|  | Giganotosaurus                                                                                      |
|  | |
|  | Mapusaurus                                                                                          |
|  | |

|  | Carcharodontosaurus |
|  |                     |
|  | Giganotosaurus      |
|  |                     |
|  | Mapusaurus          |
|  |                     |

|  | Tyrannotitan                                                                                        |
|  | |
|  | \| \| Carcharodontosaurus \| \| \| \| \| \| Giganotosaurus \| \| \| \| \| \| Mapusaurus \| \| \| \| |
|  | |
|  | Carcharodontosaurus                                                                                 |
|  | |
|  | Giganotosaurus                                                                                      |
|  | |
|  | Mapusaurus                                                                                          |
|  | |

|  | Carcharodontosaurus |
|  |                     |
|  | Giganotosaurus      |
|  |                     |
|  | Mapusaurus          |
|  |                     |

|  | Tyrannotitan                                                                                        |
|  | |
|  | \| \| Carcharodontosaurus \| \| \| \| \| \| Giganotosaurus \| \| \| \| \| \| Mapusaurus \| \| \| \| |
|  | |
|  | Carcharodontosaurus                                                                                 |
|  | |
|  | Giganotosaurus                                                                                      |
|  | |
|  | Mapusaurus                                                                                          |
|  | |

|  | Carcharodontosaurus |
|  |                     |
|  | Giganotosaurus      |
|  |                     |
|  | Mapusaurus          |
|  |                     |

|  | Tyrannotitan                                                                                        |
|  | |
|  | \| \| Carcharodontosaurus \| \| \| \| \| \| Giganotosaurus \| \| \| \| \| \| Mapusaurus \| \| \| \| |
|  | |
|  | Carcharodontosaurus                                                                                 |
|  | |
|  | Giganotosaurus                                                                                      |
|  | |
|  | Mapusaurus                                                                                          |
|  | |

|  | Carcharodontosaurus |
|  |                     |
|  | Giganotosaurus      |
|  |                     |
|  | Mapusaurus          |
|  |                     |

|  | Tyrannotitan                                                                                        |
|  | |
|  | \| \| Carcharodontosaurus \| \| \| \| \| \| Giganotosaurus \| \| \| \| \| \| Mapusaurus \| \| \| \| |
|  | |
|  | Carcharodontosaurus                                                                                 |
|  | |
|  | Giganotosaurus                                                                                      |
|  | |
|  | Mapusaurus                                                                                          |
|  | |

|  | Carcharodontosaurus |
|  |                     |
|  | Giganotosaurus      |
|  |                     |
|  | Mapusaurus          |
|  |                     |

|  | Tyrannotitan                                                                                        |
|  | |
|  | \| \| Carcharodontosaurus \| \| \| \| \| \| Giganotosaurus \| \| \| \| \| \| Mapusaurus \| \| \| \| |
|  | |
|  | Carcharodontosaurus                                                                                 |
|  | |
|  | Giganotosaurus                                                                                      |
|  | |
|  | Mapusaurus                                                                                          |
|  | |

|  | Carcharodontosaurus |
|  |                     |
|  | Giganotosaurus      |
|  |                     |
|  | Mapusaurus          |
|  |                     |

|  | Neovenator                                                 |
|  |                                                            |
|  | \| \| Fukuiraptor \| \| \| \| \| \| Megaraptor \| \| \| \| |
|  |                                                            |
|  | Fukuiraptor                                                |
|  |                                                            |
|  | Megaraptor                                                 |
|  |                                                            |

|  | Fukuiraptor |
|  |             |
|  | Megaraptor  |
|  |             |

|  | Tyrannotitan                                                                                        |
|  | |
|  | \| \| Carcharodontosaurus \| \| \| \| \| \| Giganotosaurus \| \| \| \| \| \| Mapusaurus \| \| \| \| |
|  | |
|  | Carcharodontosaurus                                                                                 |
|  | |
|  | Giganotosaurus                                                                                      |
|  | |
|  | Mapusaurus                                                                                          |
|  | |

|  | Carcharodontosaurus |
|  |                     |
|  | Giganotosaurus      |
|  |                     |
|  | Mapusaurus          |
|  |                     |

|  | Tyrannotitan                                                                                        |
|  | |
|  | \| \| Carcharodontosaurus \| \| \| \| \| \| Giganotosaurus \| \| \| \| \| \| Mapusaurus \| \| \| \| |
|  | |
|  | Carcharodontosaurus                                                                                 |
|  | |
|  | Giganotosaurus                                                                                      |
|  | |
|  | Mapusaurus                                                                                          |
|  | |

|  | Carcharodontosaurus |
|  |                     |
|  | Giganotosaurus      |
|  |                     |
|  | Mapusaurus          |
|  |                     |

|  | Tyrannotitan                                                                                        |
|  | |
|  | \| \| Carcharodontosaurus \| \| \| \| \| \| Giganotosaurus \| \| \| \| \| \| Mapusaurus \| \| \| \| |
|  | |
|  | Carcharodontosaurus                                                                                 |
|  | |
|  | Giganotosaurus                                                                                      |
|  | |
|  | Mapusaurus                                                                                          |
|  | |

|  | Carcharodontosaurus |
|  |                     |
|  | Giganotosaurus      |
|  |                     |
|  | Mapusaurus          |
|  |                     |

|  | Tyrannotitan                                                                                        |
|  | |
|  | \| \| Carcharodontosaurus \| \| \| \| \| \| Giganotosaurus \| \| \| \| \| \| Mapusaurus \| \| \| \| |
|  | |
|  | Carcharodontosaurus                                                                                 |
|  | |
|  | Giganotosaurus                                                                                      |
|  | |
|  | Mapusaurus                                                                                          |
|  | |

|  | Carcharodontosaurus |
|  |                     |
|  | Giganotosaurus      |
|  |                     |
|  | Mapusaurus          |
|  |                     |

|  | Tyrannotitan                                                                                        |
|  | |
|  | \| \| Carcharodontosaurus \| \| \| \| \| \| Giganotosaurus \| \| \| \| \| \| Mapusaurus \| \| \| \| |
|  | |
|  | Carcharodontosaurus                                                                                 |
|  | |
|  | Giganotosaurus                                                                                      |
|  | |
|  | Mapusaurus                                                                                          |
|  | |

|  | Carcharodontosaurus |
|  |                     |
|  | Giganotosaurus      |
|  |                     |
|  | Mapusaurus          |
|  |                     |

|  | Tyrannotitan                                                                                        |
|  | |
|  | \| \| Carcharodontosaurus \| \| \| \| \| \| Giganotosaurus \| \| \| \| \| \| Mapusaurus \| \| \| \| |
|  | |
|  | Carcharodontosaurus                                                                                 |
|  | |
|  | Giganotosaurus                                                                                      |
|  | |
|  | Mapusaurus                                                                                          |
|  | |

|  | Carcharodontosaurus |
|  |                     |
|  | Giganotosaurus      |
|  |                     |
|  | Mapusaurus          |
|  |                     |

|  | Tyrannotitan                                                                                        |
|  | |
|  | \| \| Carcharodontosaurus \| \| \| \| \| \| Giganotosaurus \| \| \| \| \| \| Mapusaurus \| \| \| \| |
|  | |
|  | Carcharodontosaurus                                                                                 |
|  | |
|  | Giganotosaurus                                                                                      |
|  | |
|  | Mapusaurus                                                                                          |
|  | |

|  | Carcharodontosaurus |
|  |                     |
|  | Giganotosaurus      |
|  |                     |
|  | Mapusaurus          |
|  |                     |

|  | Tyrannotitan                                                                                        |
|  | |
|  | \| \| Carcharodontosaurus \| \| \| \| \| \| Giganotosaurus \| \| \| \| \| \| Mapusaurus \| \| \| \| |
|  | |
|  | Carcharodontosaurus                                                                                 |
|  | |
|  | Giganotosaurus                                                                                      |
|  | |
|  | Mapusaurus                                                                                          |
|  | |

|  | Carcharodontosaurus |
|  |                     |
|  | Giganotosaurus      |
|  |                     |
|  | Mapusaurus          |
|  |                     |

|  | Neovenator                                                 |
|  |                                                            |
|  | \| \| Fukuiraptor \| \| \| \| \| \| Megaraptor \| \| \| \| |
|  |                                                            |
|  | Fukuiraptor                                                |
|  |                                                            |
|  | Megaraptor                                                 |
|  |                                                            |

|  | Fukuiraptor |
|  |             |
|  | Megaraptor  |
|  |             |

|  | Tyrannotitan                                                                                        |
|  | |
|  | \| \| Carcharodontosaurus \| \| \| \| \| \| Giganotosaurus \| \| \| \| \| \| Mapusaurus \| \| \| \| |
|  | |
|  | Carcharodontosaurus                                                                                 |
|  | |
|  | Giganotosaurus                                                                                      |
|  | |
|  | Mapusaurus                                                                                          |
|  | |

|  | Carcharodontosaurus |
|  |                     |
|  | Giganotosaurus      |
|  |                     |
|  | Mapusaurus          |
|  |                     |

|  | Tyrannotitan                                                                                        |
|  | |
|  | \| \| Carcharodontosaurus \| \| \| \| \| \| Giganotosaurus \| \| \| \| \| \| Mapusaurus \| \| \| \| |
|  | |
|  | Carcharodontosaurus                                                                                 |
|  | |
|  | Giganotosaurus                                                                                      |
|  | |
|  | Mapusaurus                                                                                          |
|  | |

|  | Carcharodontosaurus |
|  |                     |
|  | Giganotosaurus      |
|  |                     |
|  | Mapusaurus          |
|  |                     |

|  | Tyrannotitan                                                                                        |
|  | |
|  | \| \| Carcharodontosaurus \| \| \| \| \| \| Giganotosaurus \| \| \| \| \| \| Mapusaurus \| \| \| \| |
|  | |
|  | Carcharodontosaurus                                                                                 |
|  | |
|  | Giganotosaurus                                                                                      |
|  | |
|  | Mapusaurus                                                                                          |
|  | |

|  | Carcharodontosaurus |
|  |                     |
|  | Giganotosaurus      |
|  |                     |
|  | Mapusaurus          |
|  |                     |

|  | Tyrannotitan                                                                                        |
|  | |
|  | \| \| Carcharodontosaurus \| \| \| \| \| \| Giganotosaurus \| \| \| \| \| \| Mapusaurus \| \| \| \| |
|  | |
|  | Carcharodontosaurus                                                                                 |
|  | |
|  | Giganotosaurus                                                                                      |
|  | |
|  | Mapusaurus                                                                                          |
|  | |

|  | Carcharodontosaurus |
|  |                     |
|  | Giganotosaurus      |
|  |                     |
|  | Mapusaurus          |
|  |                     |

|  | Tyrannotitan                                                                                        |
|  | |
|  | \| \| Carcharodontosaurus \| \| \| \| \| \| Giganotosaurus \| \| \| \| \| \| Mapusaurus \| \| \| \| |
|  | |
|  | Carcharodontosaurus                                                                                 |
|  | |
|  | Giganotosaurus                                                                                      |
|  | |
|  | Mapusaurus                                                                                          |
|  | |

|  | Carcharodontosaurus |
|  |                     |
|  | Giganotosaurus      |
|  |                     |
|  | Mapusaurus          |
|  |                     |

|  | Tyrannotitan                                                                                        |
|  | |
|  | \| \| Carcharodontosaurus \| \| \| \| \| \| Giganotosaurus \| \| \| \| \| \| Mapusaurus \| \| \| \| |
|  | |
|  | Carcharodontosaurus                                                                                 |
|  | |
|  | Giganotosaurus                                                                                      |
|  | |
|  | Mapusaurus                                                                                          |
|  | |

|  | Carcharodontosaurus |
|  |                     |
|  | Giganotosaurus      |
|  |                     |
|  | Mapusaurus          |
|  |                     |

|  | Tyrannotitan                                                                                        |
|  | |
|  | \| \| Carcharodontosaurus \| \| \| \| \| \| Giganotosaurus \| \| \| \| \| \| Mapusaurus \| \| \| \| |
|  | |
|  | Carcharodontosaurus                                                                                 |
|  | |
|  | Giganotosaurus                                                                                      |
|  | |
|  | Mapusaurus                                                                                          |
|  | |

|  | Carcharodontosaurus |
|  |                     |
|  | Giganotosaurus      |
|  |                     |
|  | Mapusaurus          |
|  |                     |

|  | Tyrannotitan                                                                                        |
|  | |
|  | \| \| Carcharodontosaurus \| \| \| \| \| \| Giganotosaurus \| \| \| \| \| \| Mapusaurus \| \| \| \| |
|  | |
|  | Carcharodontosaurus                                                                                 |
|  | |
|  | Giganotosaurus                                                                                      |
|  | |
|  | Mapusaurus                                                                                          |
|  | |

|  | Carcharodontosaurus |
|  |                     |
|  | Giganotosaurus      |
|  |                     |
|  | Mapusaurus          |
|  |                     |

Allosauridae é uma das quatro famílias de Allosauroidea; os outros três são Neovenatoridae, Carcharodontosauridae e Sinraptoridae. Allosauridae às vezes foi proposto como ancestral dos Tyrannosauridae (o que o tornaria parafilético), um exemplo sendo o Predatory Dinosaurs of the World de Gregory S. Paul, mas isso foi rejeitado, com os tiranossaurídeos identificados como membros de um ramo separado de terópodes, o Coelurosauria. Allosauridae é a menor das famílias de carnossauros, com apenas Saurophaganax e um alossauróide francês atualmente sem nome aceitos como possíveis gêneros válidos além de Allosaurus na revisão mais recente. Outro gênero, Epanterias, é um membro válido em potencial, mas ele e Saurophaganax podem vir a ser grandes exemplos de Allosaurus. Revisões recentes mantiveram o gênero Saurophaganax e incluíram Epanterias com Allosaurus.

## Paleobiologia

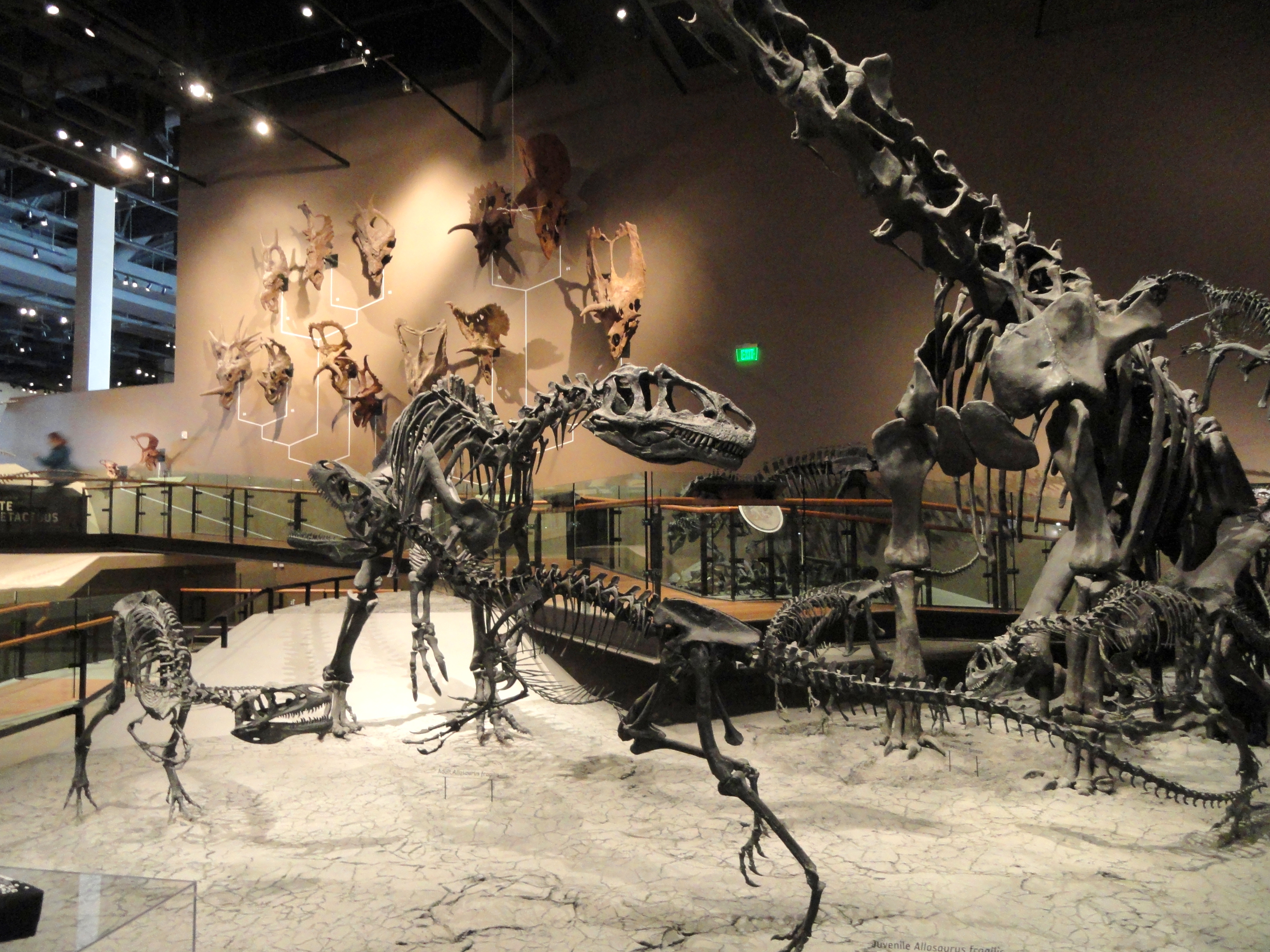
Esqueletos em diferentes estágios de crescimento em exibição no Museu de História Natural de Utah

### Tempo de vida
A riqueza de fósseis de Allosaurus de quase todas as idades dos indivíduos permite aos cientistas estudar como o animal cresceu e quanto tempo de vida ele pode ter sido. Os restos mortais podem chegar tão longe na vida quanto os ovos - sugeriu-se que ovos esmagados encontrados no Colorado são de Allosaurus. Com base na análise histológica dos ossos dos membros, a deposição óssea parece parar por volta dos 22 a 28 anos, o que é comparável ao de outros grandes terópodes como o Tiranossauro. Pela mesma análise, seu crescimento máximo parece ter sido aos 15 anos, com uma taxa de crescimento estimada de cerca de 150 quilos por ano.

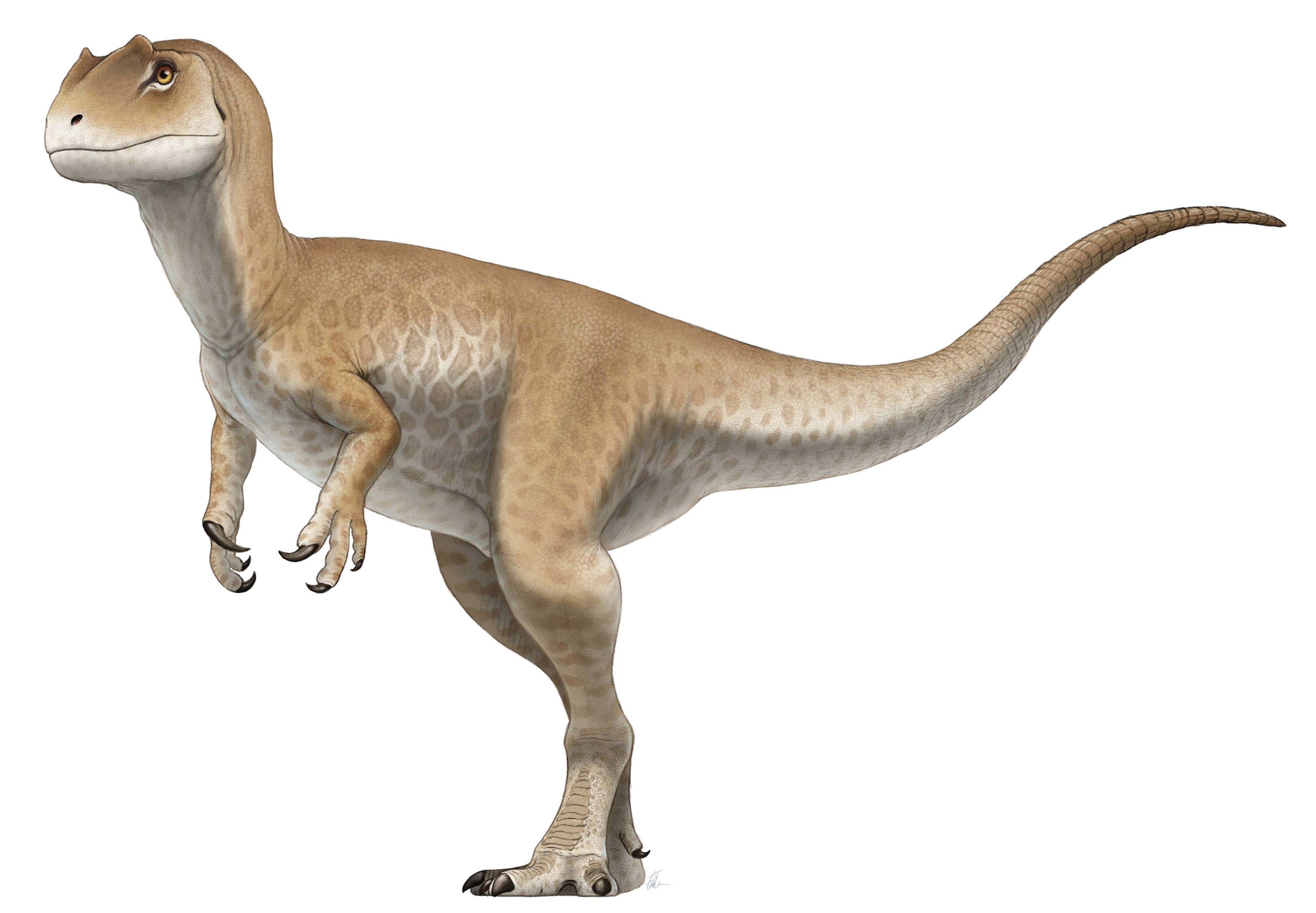
Restauração de um Allosaurus juvenil

Tecido ósseo medular (derivado endostealmente, efêmero, mineralização localizado dentro da longa medula óssea em aves fêmeas grávidas) foi relatado em pelo menos em um espécime de Allosaurus, um osso da tíbia da pedreira Cleveland-Lloyd.  Hoje, esse tecido ósseo só se forma em aves fêmeas que põem ovos, pois é usado para fornecer cálcio às cascas. Sua presença em um exemplar de Allosaurus tem sido usada para estabelecer o sexo e mostrar que a mesma atingiu a idade reprodutiva. No entanto, outros estudos questionaram alguns casos de osso medular em dinossauros, incluindo este Allosaurus em particular. Dados de pássaros existentes sugeriram que o osso medular deste exemplar pode ter sido o resultado de uma patologia óssea, em vez disso. No entanto, com a confirmação de tecido medular indicando sexo em um espécime de Tiranossauro, pode ser possível determinar se o Allosaurus em questão era ou não realmente uma fêmea.
A descoberta de um espécime jovem com um membro posterior quase completo mostra que as pernas eram relativamente mais longas nos jovens, e os segmentos inferiores da perna (canela e pé) eram relativamente mais longos do que a coxa. Essas diferenças sugerem que os Allosaurus mais jovens eram mais rápidos e tinham estratégias de caça diferentes dos adultos, talvez perseguindo pequenas presas quando jovens, tornando-se caçadores de emboscada de grandes presas na idade adulta. O osso da coxa tornou-se mais espesso e largo durante o crescimento e a seção transversal menos circular. Conforme as ligações dos músculos mudaram, os músculos tornaram-se mais curtos e o crescimento da perna diminuiu. Essas mudanças implicam que as pernas juvenis têm estresses menos previsíveis em comparação com os adultos, que teriam se movido com uma progressão mais regular para frente. Por outro lado, os ossos do crânio parecem geralmente ter crescido isometricamente, aumentando de tamanho sem mudar em proporção.

### Alimentação

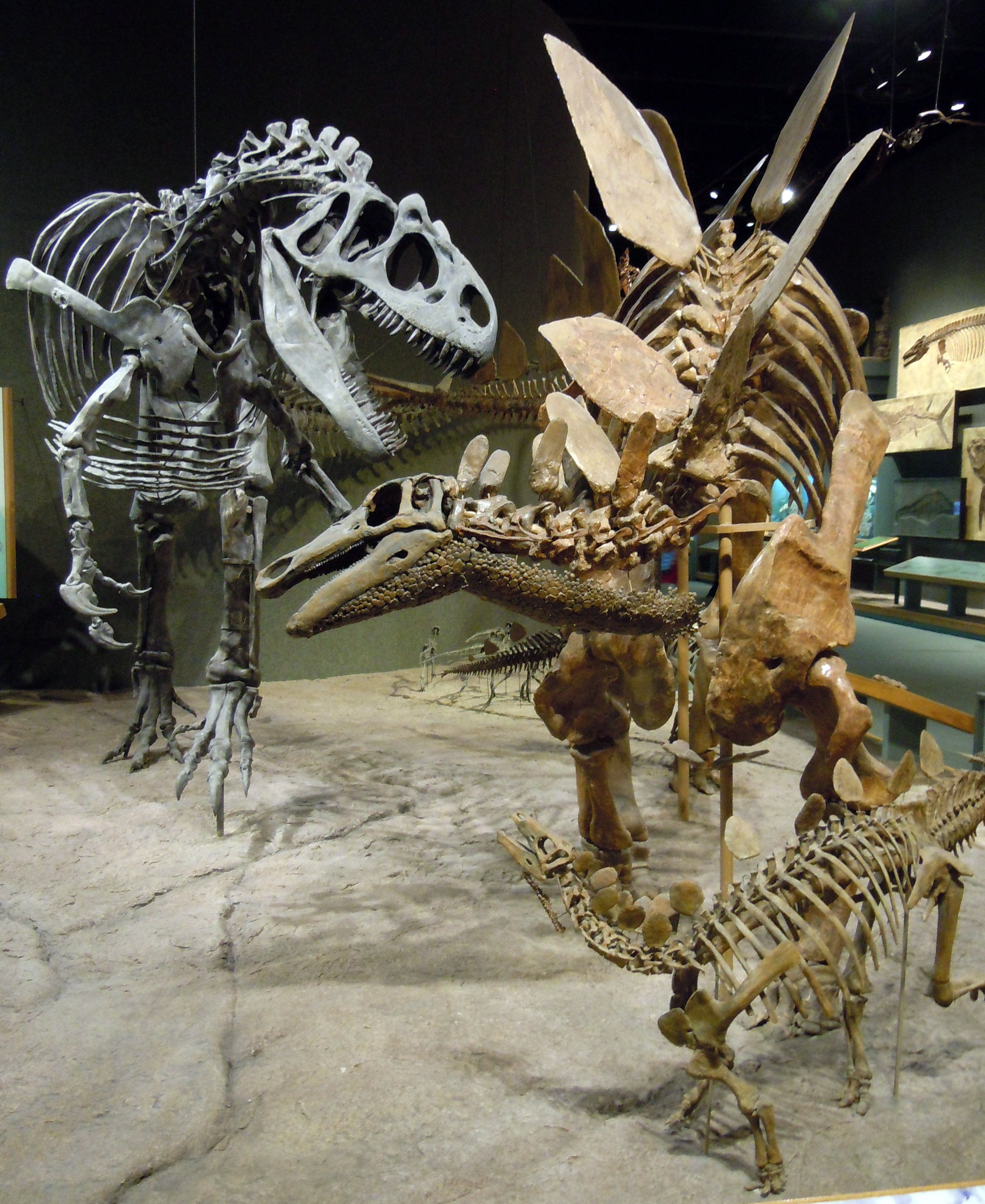
Esqueletos de um Allosaurus e de um Estegossauro

O Allosaurus é considerado um predador ativo de grandes animais e era o predador mais ativo da Formação Morrison. Há evidências de ataques de Allosaurus ao Stegosaurus, incluindo uma vértebra caudal do Allosaurus com uma ferida parcialmente cicatrizada que se encaixa num espigão caudal do Stegosaurus, e uma placa do pescoço de estegossauro com uma ferida em forma de U que se correlaciona bem com um focinho do Allosaurus. Os saurópodes parecem ser provavelmente candidatos tanto como presas vivas quanto como objeto de necrofagia, com base na presença de raspas nos ossos de saurópodes encaixando bem nos dentes de Allosaurus e a presença de dentes de Allosaurus com ossos de saurópodes embora não saibamos exatamente em que momento ocorreu aquelas raspas. Portanto é provável que predassem apenas saurópodes mais jovens. Ornitópodes como o Driossauro também eram itens de presa.

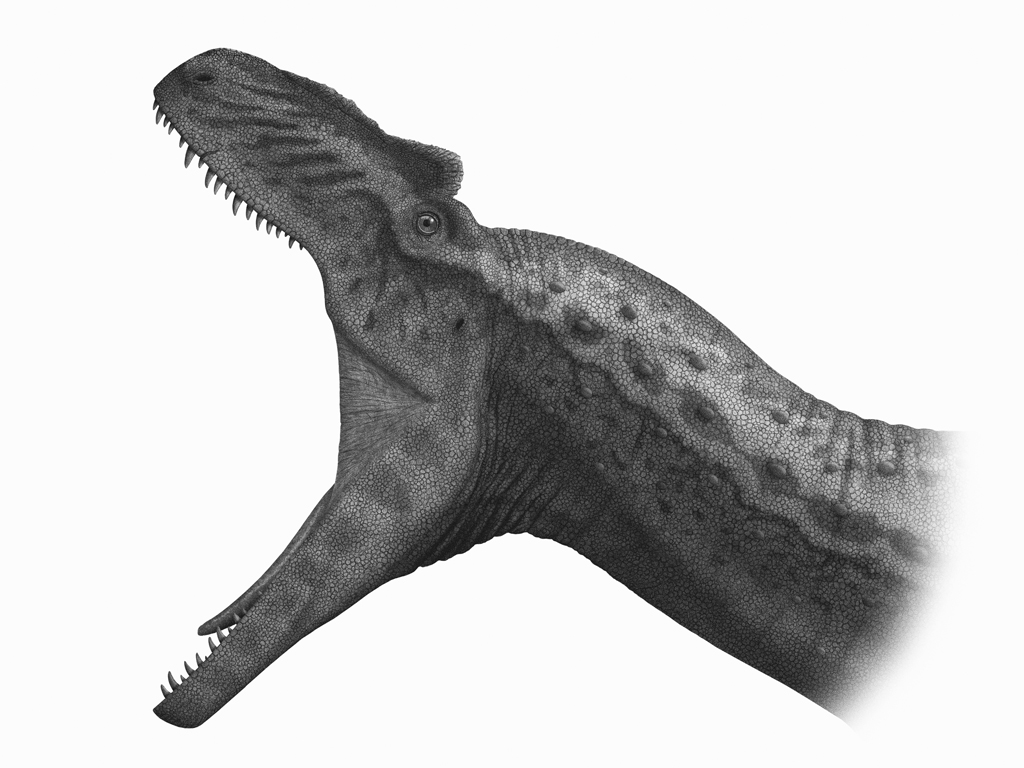
Um Allosaurus mostrando sua abertura da mandibula máxima, baseado em Bakker (1998) e Rayfield et al. (2001)

Comparando o Allosaurus com mamíferos de dente de sabre do Cenozoico, encontrou-se adaptações similares, tais como a redução dos músculos da mandíbula e aumento dos músculos do pescoço, e a capacidade de abrir as mandíbulas em larga escala. Embora o Allosaurus não tivesse dentes de sabre, Bakker sugeriu outro modo de ataque que teria usado tais adaptações do pescoço e da mandíbula: os dentes curtos, na verdade, tornaram-se pequenas serrilhas em uma aresta de corte em forma de serra que percorria o comprimento da mandíbula superior, que teria sido levada à presa. Este tipo de mandíbula permitiria ataques de corte contra presas muito maiores, com o objetivo de enfraquecer a vítima.
Um trabalho sobre a morfologia cranio-dentária do Allosaurus e como ela funcionava o considerou improvável, reinterpretando a abertura anormalmente larga como uma adaptação para permitir que o Allosaurus entregasse uma mordida direcionada a músculos de grandes presas, com os músculos mais fracos da mandíbula sendo uma adaptação para permitir a grande abertura.

### Comportamento social

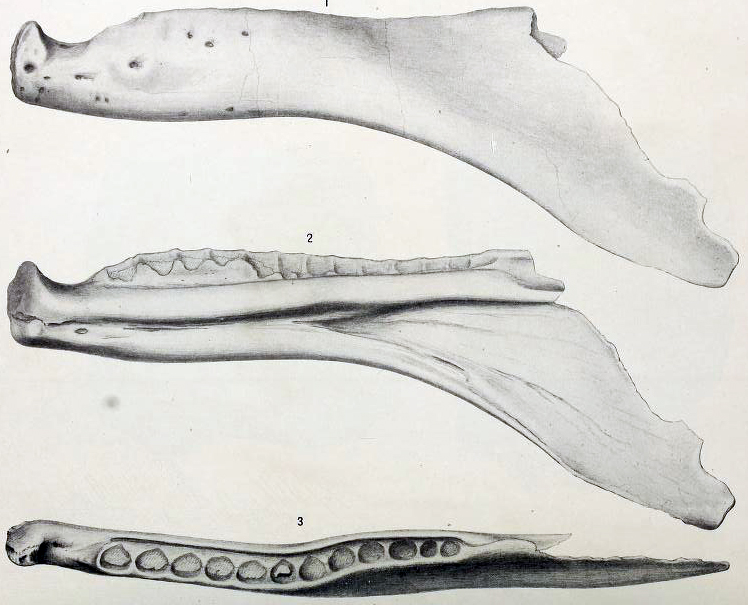
O holótipo dentário do Labrosaurus ferox, que pode ter sido ferido pela mordida de outro A. fragilis

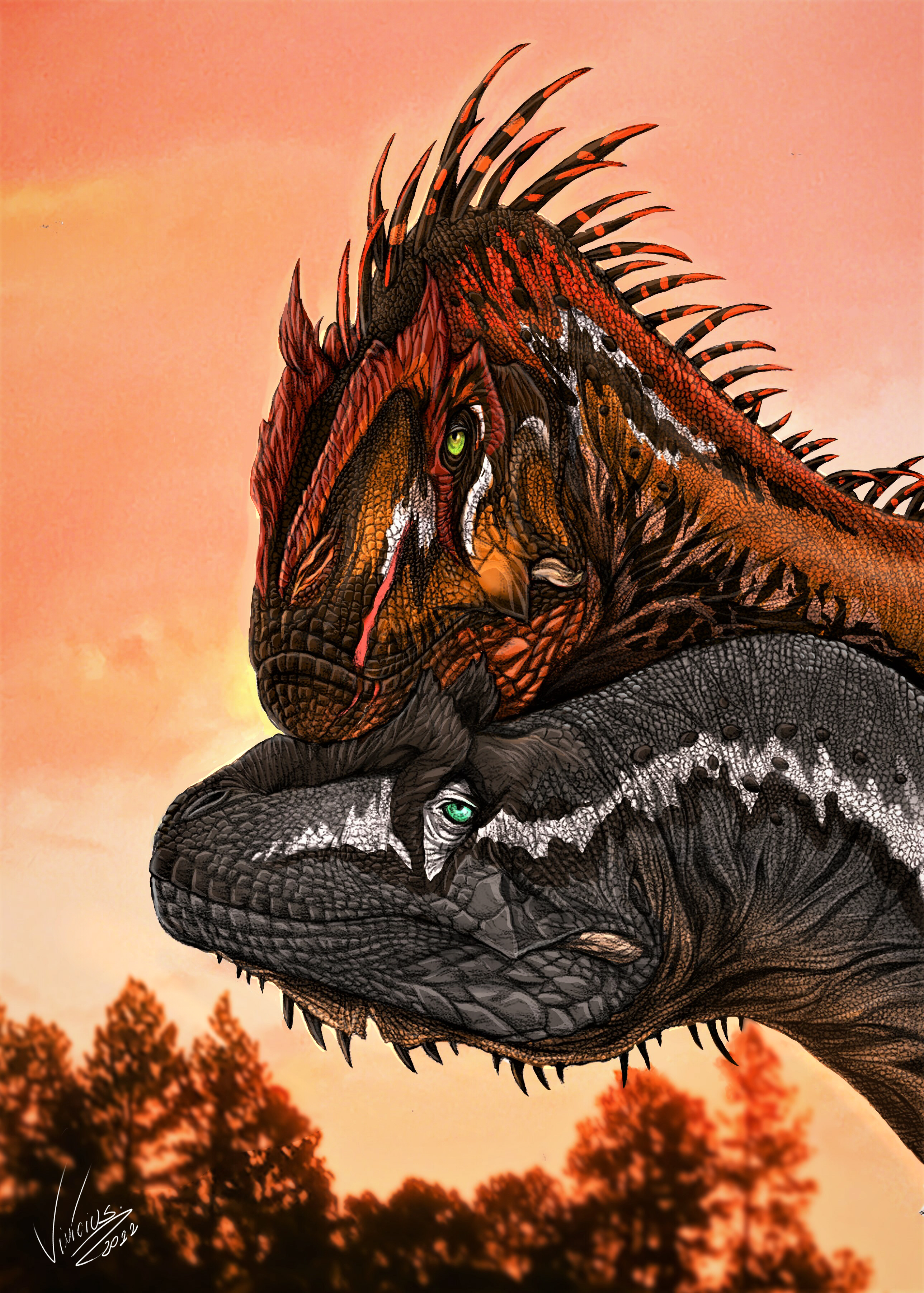
Casal de Allosaurus fragillis em comportamento social hipotético

Especula-se desde a década de 1970 que o Allosaurus se alimentava de saurópodes e outros grandes dinossauros caçando em grupos. Essa representação é comum na literatura popular e semitécnica de dinossauros. Robert T. Bakker estendeu o comportamento social ao cuidado dos pais e interpretou a perda de dentes de Allosaurus e a mastigação de ossos de grandes presas como evidência de que Allosaurus adultos levavam comida às tocas para seus filhotes comerem até crescerem e evitou que outros carnívoros se alimentassem na comida. No entanto, há realmente pouca evidência de comportamento gregário em terópodes, e as interações sociais com membros da mesma espécie teriam incluído encontros antagônicos, como mostrado por lesões na gastralia e mordidas em crânios (mandíbula patológica chamado Labrosaurus ferox é um exemplo possível). Tal mordida na cabeça pode ter sido uma forma de estabelecer domínio em um bando ou de resolver disputas territoriais.
Embora o Allosaurus possa ter caçado em matilhas, foi argumentado que ele e outros terópodes tinham interações amplamente agressivas em vez de interações cooperativas com outros membros de sua própria espécie. O estudo em questão observou que a caça cooperativa de presas muito maiores do que um predador individual, como é comumente inferido para dinossauros terópodes, é rara entre os vertebrados em geral, e os carnívoros diapsídeos modernos (incluindo lagartos, crocodilos e pássaros) raramente cooperam para caçar em tal forma. Em vez disso, eles são tipicamente territoriais, matam e canibalizam intrusos da mesma espécie, e também fazem o mesmo com indivíduos menores que tentam comer antes de fazê-lo quando agregados em locais de alimentação. De acordo com essa interpretação, o acúmulo de restos mortais de vários indivíduos Allosaurus no mesmo local; por exemplo, na pedreira de Cleveland-Lloyd, não são devidos à caça em matilha, mas ao fato de que os mesmos foram reunidos para se alimentar de outros da mesma espécie que estavam deficientes ou mortos, e também acabaram mortos no processo. Isso poderia explicar a alta proporção de Allosaurus juvenis e subadultos presentes, já que juvenis e subadultos são desproporcionalmente mortos em locais de alimentação de grupos modernos de animais como crocodilos e dragões de Komodo. A mesma interpretação se aplica aos locais dos sítios de Bakker. Há algumas evidências de canibalismo no Allosaurus, incluindo dentes caídos de Allosaurus encontrados entre fragmentos de costelas, possíveis marcas de dentes em uma omoplata, e esqueletos de Allosaurus canibalizados entre os ossos no sítio referido.

## Paleoecologia

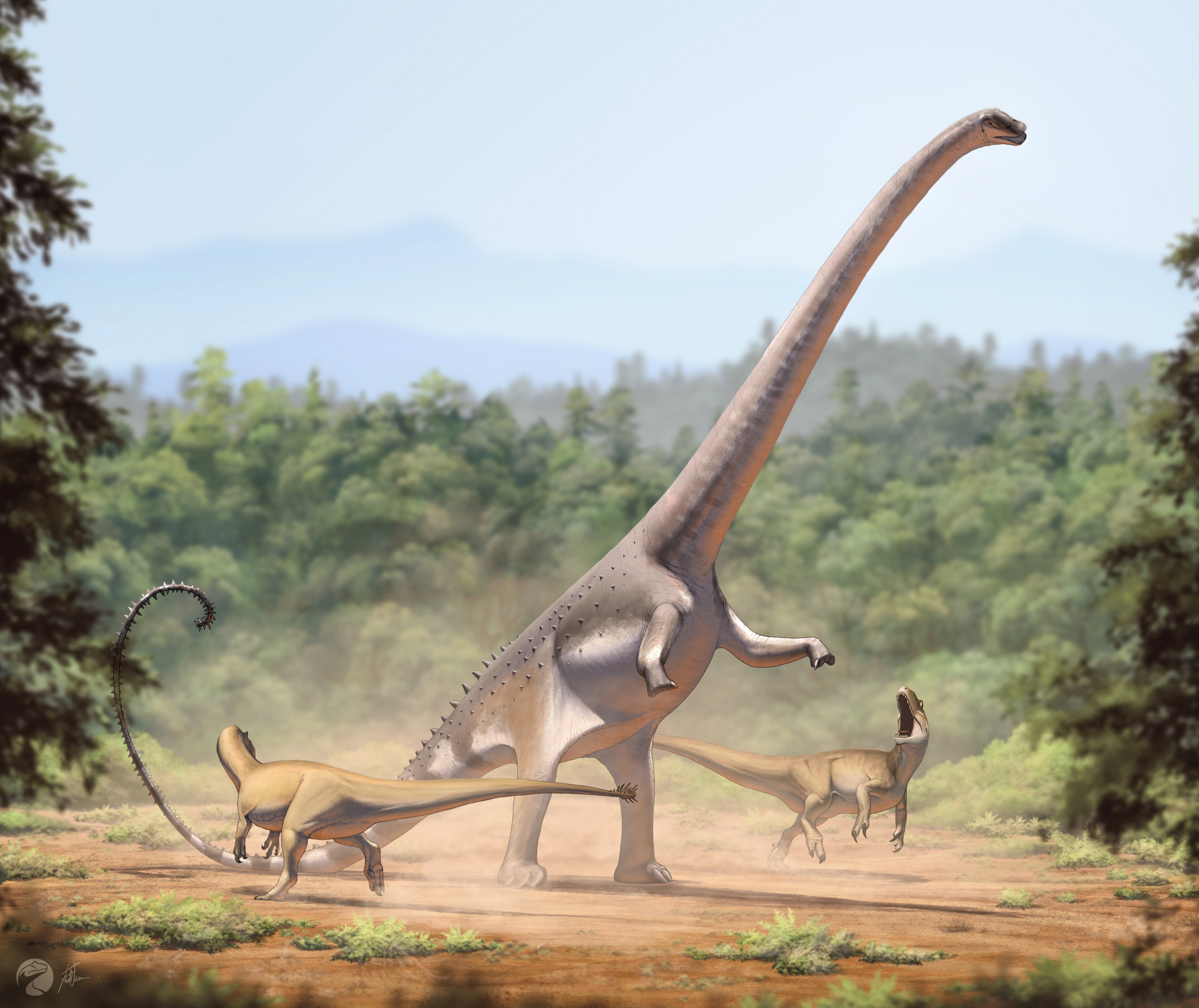
Representação artística de um Barosaurus tentando se defender de um par de A. fragilis

O Allosaurus foi o mais comum entre os grandes terópode na vasta extensão de rochas fósseis da América Ocidental conhecida como Formação Morrison, representando 70 a 75% dos espécimes de terópodes, [9] e, como tal, estava no nível trófico superior da cadeia alimentar da Morrison. A mesma formação é interpretada como um ambiente semiárido com estações úmidas e secas distintas e planícies de inundação bem planas. A vegetação variava de florestas ribeirinhas de coníferas, samambaias arbóreas e samambaias (florestas de galeria), a savanas de samambaias com árvores ocasionais, como a conífera Brachyphyllum, parecida com a araucária.

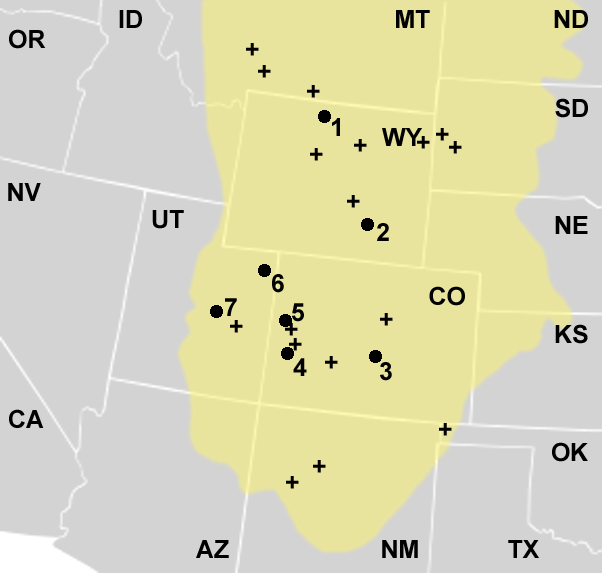
Locais na Formação Morrison (amarelo) onde restos de Allosaurus foram encontrados

A Formação Morrison tem sido um rico campo para caça de fósseis. A flora do período foi revelada por fósseis de algas verdes, fungos, musgos, cavalinhas, samambaias, cicas, ginkgos e várias famílias de coníferas. Os fósseis de animais descobertos incluem bivalves, caracóis, peixes com nadadeiras raiadas, sapos, salamandras, tartarugas, esfenodontes, lagartos, crocodilomorfos terrestres e aquáticos, várias espécies de pterossauros, numerosas espécies de dinossauros e mamíferos primitivos, como docodontes, multituberculados, simmetrodontes e triconodontes. Dinossauros conhecidos do Morrison incluem os terópodes Ceratosaurus, Ornitholestes, Tanycolagreus e Torvosaurus, os saurópodes Haplocanthosaurus, Camarasaurus, Cathetosaurus, Brachiosaurus, Suuwassea, Apatosaurus, Brontosaurus, Barosaurus, Diplodocus, Supersaurus, Amphicoelias e Maraapunisaurus, e os ornitísquios Camptosaurus, Dryosaurus, e Stegosaurus. Allosaurus é comumente encontrado nos mesmos locais que Apatosaurus, Camarasaurus, Diplodocus e Stegosaurus. As formações do Jurássico Superior de Portugal onde o Allosaurus está presente são interpretadas como tendo sido semelhantes ao Morrison, mas com uma influência marinha mais forte. Muitos dos dinossauros da Formação Morrison são do mesmo género que os observados nas rochas portuguesas (principalmente Allosaurus, Ceratosaurus, Torvosaurus e Stegosaurus), ou têm um homólogo próximo (Brachiosaurus e Lusotitan, Camptosaurus e Draconyx).

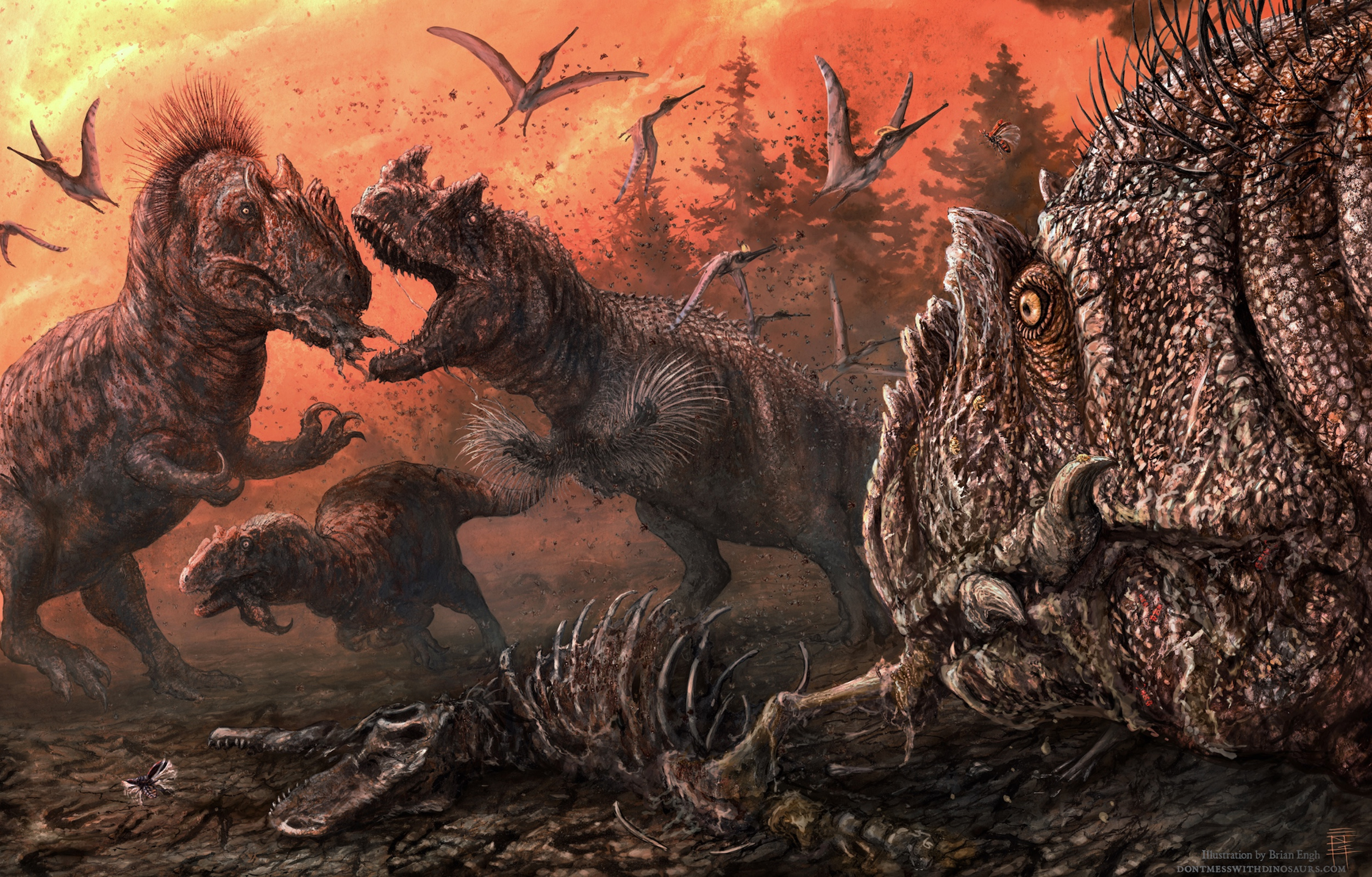
Estação seca na pedreira Mygatt-Moore mostrando Ceratosaurus (centro) e Allosaurus lutando pela carcaça dessecada de outro terópode

Allosaurus coexistiu com outros grandes terópodes Ceratosaurus e Torvosaurus nos Estados Unidos e em Portugal. Os três parecem ter nichos ecológicos diferentes, baseados na anatomia e na localização dos fósseis. Ceratosaurus e Torvosaurus podem ter preferido ser ativos em cursos de água, e tinham corpos mais baixos e mais finos que lhes dariam uma vantagem em terrenos de floresta e vegetação rasteira, enquanto Allosaurus era mais compacto, com pernas mais longas, mais rápido, mas menos manobrável, e parece ter planícies aluviais secas preferidas. Ceratosaurus, mais conhecido que Torvosaurus, diferia notavelmente do Allosaurus em anatomia funcional por ter um crânio mais alto e estreito com dentes grandes e largos. O Allosaurus era em si um item alimentar em potencial para outros carnívoros, como ilustrado por um pé púbico de Allosaurus marcado pelos dentes de outro terópode, provavelmente Ceratosaurus ou Torvosaurus. A localização do osso no corpo (ao longo da margem inferior do torso e parcialmente protegido pelas pernas), e o fato de estar entre os mais maciços do esqueleto, indica que era uma carcaça de Allosaurus que estava sendo consumida. Um conjunto ósseo na Pedreira Mygatt-Moore do Jurássico Superior preserva uma ocorrência incomumente alta de marcas de mordidas de terópodes, a maioria das quais pode ser atribuída a Allosaurus e Ceratosaurus, enquanto outras podem ter sido feitas por Saurophaganax ou Torvosaurus, devido ao tamanho das estrias. Embora a posição das marcas de mordida nos dinossauros herbívoros seja consistente com a predação ou o acesso precoce aos restos, as marcas de mordida encontradas no material do Allosaurus sugerem a eliminação (necrofagia), seja de outros terópodes ou de outro Allosaurus. A concentração incomumente alta de marcas de mordidas de terópodes em comparação com outras assembleias pode ser explicada por uma utilização mais completa dos recursos durante uma estação seca por terópodes ou por um viés de coleta em outras localidades.